# Frauenfeld
Die Stadt Frauenfeld (im einheimischen Dialekt [ˈfʀaʊəfɛld̥], älter [ˈfrɔʊəfɛld̥]) ist eine politische Gemeinde und der Hauptort des Schweizer Kantons Thurgau sowie des Bezirks Frauenfeld.

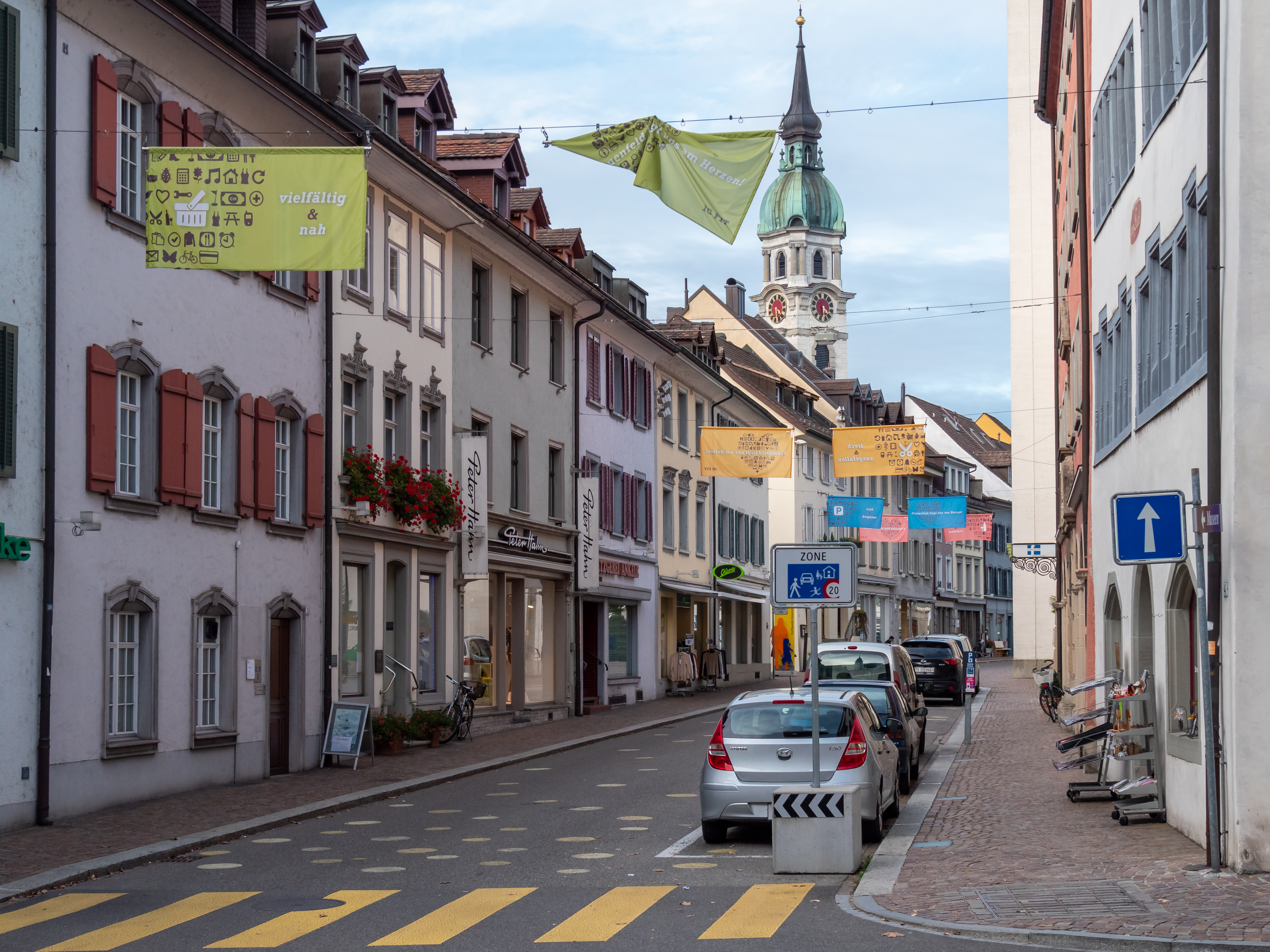
Freiestrasse in Frauenfeld

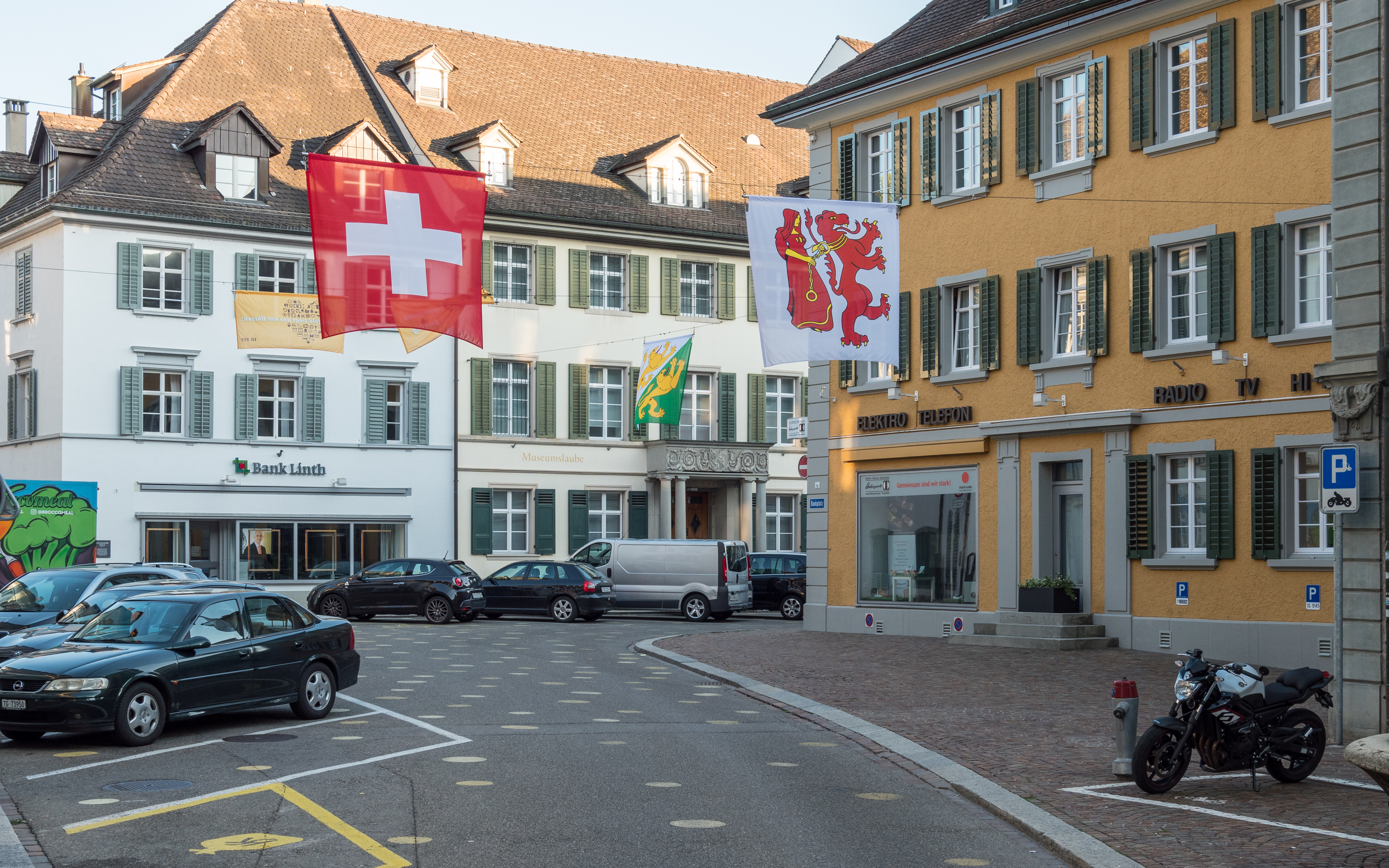
Bankplatz in Frauenfeld

Auf «unserer lieben Frauen Feld», also einer der Muttergottes geweihten Flur, einer Hochfläche, die nach Westen steil in die Thurebene, im Süden in einem felsigen Absturz zur Murg abfällt, wurde der Kern der Stadt Frauenfeld ab zirka 1230 auf einem Rechteck von 250 × 110 Meter erbaut.
Die heutige Stadt Frauenfeld besteht aus den acht Quartieren Vorstadt (Altstadt und obere Vorstadt), Ergaten-Talbach, Kurzdorf, Langdorf, Herten-Bannhalden, Huben, Gerlikon und Erzenholz-Horgenbach-Osterhalden.

## Geschichte

Historisches Luftbild aus 800 m von Walter Mittelholzer von 1929

### Vor- und Frühgeschichte
Die ältesten Siedlungszeugnisse auf dem heutigen Stadtgebiet sind Gräber aus der Latènezeit, die östlich von Langdorf gefunden worden sind.
Durch die nördlich der Stadt liegende Grosse Allmend verlief die Römerstrasse von Oberwinterthur nach Pfyn. Gutshöfe standen zu Talbach und zu Oberkirch, wo für das Frühmittelalter ein Friedhof nachgewiesen ist und spätestens im 9. Jahrhundert eine Kirche errichtet wurde.

### Name und Stadtgründung
Zum ersten Mal wird in einer Urkunde vom 24. August 1246 im Namen eines Ritters («B. von Vrowinvelt») auf Frauenfeld Bezug genommen. Die Siedlung entstand wohl im zweiten Drittel des 13. Jahrhunderts in unmittelbarer Nachbarschaft zum spätestens um 1230 erbauten Turm des Frauenfelder Schlosses, auf dem sich von Eschikofen bis Gachnang erstreckenden Grund des Klosters Reichenau. Der erste Bestandteil des Namens Frauenfeld dürfte sich auf die Jungfrau Maria, Schutzpatronin der Reichenauer Klosterkirche in Mittelzell, beziehen. 1294 erlaubte Herzog Albrecht von Österreich den Bürgern von «Vrowenfeld», ihre Töchter gleich erbberechtigt zu erklären wie ihre Söhne.
Erst 1286 ist Frauenfeld als Stadt bezeugt, die damals sicherlich unter habsburgischer Landesherrschaft stand, wogegen für die Zeit vorher die genauen Verhältnisse nicht geklärt sind.

### Spätmittelalter

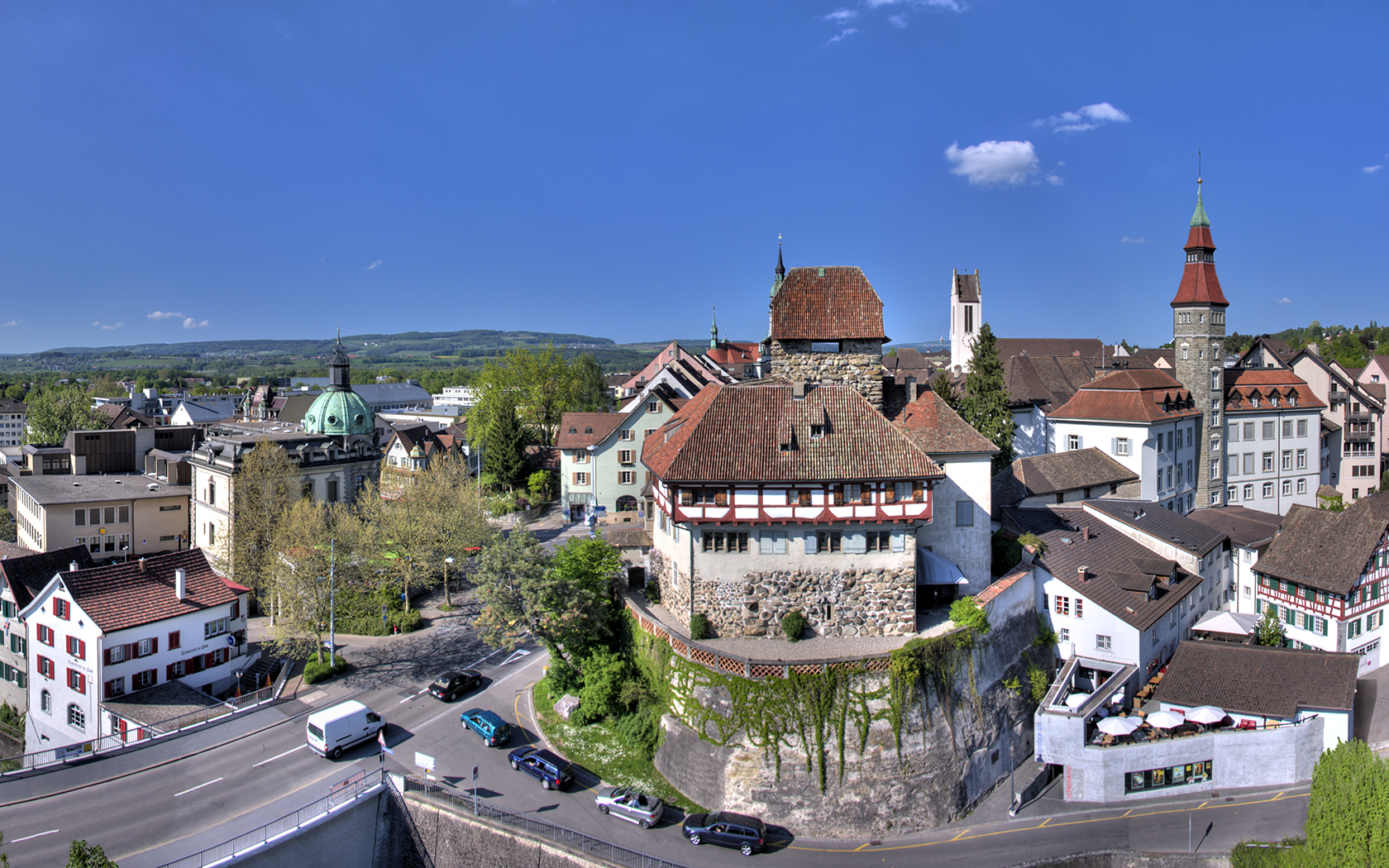
Schloss Frauenfeld mit Postgebäude (links) und Rathaus (rechts)

Die Burg, ehemals im Besitz der Ritter von Frauenfeld-Wiesendangen, ging im späten 14. Jahrhundert an die Landenberger über. Durch die dauernde Verpfändung der Grafschaft Kyburg, von der aus das Amt Frauenfeld vorher verwaltet worden war, gewann die Stadt als landesherrlicher Sitz nun an Bedeutung.
Zwischen 1415 und 1442 stand Frauenfeld unter der Schirmherrschaft eines Reichslandvogts, danach gehörte es bis zur Eroberung des Thurgaus durch die Eidgenossen im Jahr 1460 zu Österreich.
In der Folgezeit bis 1515 fanden in Frauenfeld mehrmals Tagsatzungen statt, und seit 1499 war die Stadt Landgerichtsort. 1499 wurde Frauenfeld ständiger Sitz des Thurgauer Landvogts, der ab 1504 im Spiegelhof residierte.
Im Jahr 1512 erhielt die Stadt von Papst Julius II. eigens ein wertvolles «Juliusbanner» für die im «Grossen Pavier-Feldzug» geleisteten Dienste zur Vertreibung der Franzosen.

### Frühe Neuzeit

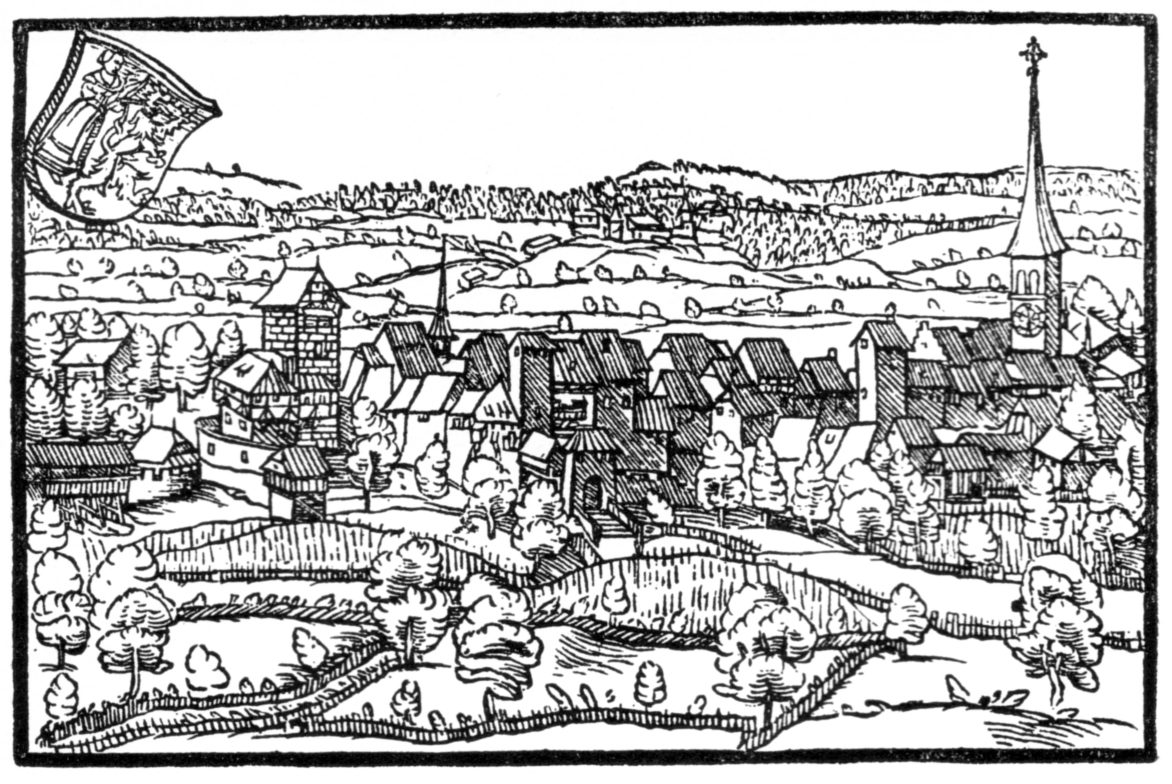
Die Stadt Frauenfeld in der Chronik von Johannes Stumpf (1548)

1579 wurde Dorothea Merck aus Frauenfeld ein Opfer der Hexenverfolgung in Waldshut.
Obwohl Frauenfeld bis 1531 überwiegend zum reformierten Bekenntnis übergetreten war, konnten die Katholiken aufgrund des Zweiten Kappeler Landfriedens ihren Anspruch auf Vertretung in den städtischen Behörden zunächst aufrechterhalten. Erst nach dem Vierten Landfrieden, in der Zeit zwischen 1712 und 1720, wurden sie aus allen städtischen Ämtern verdrängt. Bis zum Bau der neuen evangelischen Stadtkirche 1645 teilten sich beide Konfessionen die beiden alten Kirchen in Frauenfeld und Oberkirch. 1595 wurde vor der Stadt ein Kapuzinerkloster errichtet.
Seit 1712 wurden in Frauenfeld wieder mehrmals Tagsatzungen abgehalten (in regelmässigem Wechsel mit Baden), von 1742 bis 1797 tagten die Eidgenossen ständig hier.
In den Jahren 1771 und 1788 wurde die Stadt von verheerenden Feuersbrünsten heimgesucht, bei denen die meisten alten Häuser zerstört wurden. Das heutige Stadtbild wurde daher in hohem Masse am Ende des 18. Jahrhunderts geprägt, besonders durch die spätbarocken und klassizistischen Repräsentationsbauten, die teilweise auf die Tagsatzungsdelegationen der verschiedenen Kantone zurückzuführen sind (Luzerner Haus, Berner Haus).
Die aufkommende Industrialisierung im 18. Jahrhundert wurde dadurch behindert, dass die im ausgehenden 17. Jahrhundert gegründeten Zünfte die Abschliessung des städtischen Gewerbes beförderten. Sie beschränkte sich auf die Vorstädte, wo einige Seidenverarbeitungsbetriebe entstanden.
Die erste Postannahmestelle in Frauenfeld wurde am 16. Februar 1790 im Gasthof «Kreuz» eingerichtet.

### 1798 bis heute
Mit der Einrichtung der Helvetik wurde Frauenfeld Hauptort des nun aus der gemeinen Herrschaft der Acht Alten Orte entlassenen Thurgaus. Diese Stellung hat die Stadt bis heute behalten, jedoch tagt das Kantonsparlament seit 1832 halbjährlich abwechselnd in Frauenfeld und in Weinfelden.
Am 25. Mai 1799 wurde Frauenfeld in einem Gefecht zu einem der Austragungsorte des Zweiten Koalitionskrieges (1799–1802), als österreichische und französische Truppen dort aufeinandertrafen.
In der Folge der politischen Umwälzungen um 1800 öffnete sich die Stadt zusehends. 1807 wurde das seit vor 1606 bestehende Einbürgerungsverbot beseitigt, verschiedene politische Vereinigungen wurden gegründet, die Thurgauer Zeitung (bis 1809 Wochenblatt für den Kanton Thurgau) erschien. Zwischen 1804 und 1846 fielen die Befestigungsanlagen. In den Jahren 1813 bis 1816 liess Bernhard Greuter, der ab 1805 in Frauenfeld eine Filiale seiner Islikoner Textilfärberei betrieb, den Stadtgraben auffüllen und eine Promenade anlegen.
1855 wurde Frauenfeld mit der Eröffnung der Strecke Zürich–Romanshorn ans Eisenbahnnetz angeschlossen; 1887 nahm die Frauenfeld-Wil-Bahn den Betrieb auf.
Neben dem Turm des Schlosses als Zeuge des Mittelalters erhielt Frauenfeld 1906 zwei weitere Türme, die der Stadt ihr unverwechselbares Gesicht gaben: den Turm der neubarocken, mit Jugendstilelementen ausgestatteten katholischen Stadtkirche St. Nikolaus mit dem 45 m hohen Kirchturm sowie den achteckigen Turm des nach Süden erweiterten Rathauses. In den 1930er-Jahren folgte der quadratische Turm der evangelischen Stadtkirche.
Seit 1812 bestand die Munizipalgemeinde Frauenfeld mit ihren Ortsgemeinden Frauenfeld, Langdorf, Kurzdorf, Huben, Herten und Horgenbach; 1849 wurden die Aumühle und vorübergehend der Weiler Schönenhof zur Stadt geschlagen. 1919 gingen alle diese Ortschaften in der neuen Einheitsgemeinde Frauenfeld auf, in welche 1998 noch die Ortsgemeinde Gerlikon sowie die Weiler Schönenhof und Zelgli, die bis dahin zur Ortsgemeinde Oberwil gehört hatten, aufgenommen wurden.
Die Bürgergemeinde Frauenfeld verlor gemäss der neuen Kantonsverfassung am 1. Januar 1870 ihre Stellung als Trägerin der öffentlichen Interessen. Sie verwaltet noch das ausgeschiedene Eigentum der Bürger. Die hauptsächlichen öffentlichen Aufgaben werden von der Ortsgemeinde wahrgenommen.
Am 24. November 1898 nahm die Post im Hauptpostamt den Betrieb auf. Erstmals waren alle Postdienste, Briefpost, Telefon, Telegraf und Reisepost, unter einem Dach.

## Wappen
Blasonierung: In Weiss ein steigender, gelb bewehrter, roter Löwe, von roter, gelbgezierter Frau an gelber Kette gehalten.
Das älteste Stadtsiegel aus dem Jahr 1331 zeigt Löwe und Frau Rücken an Rücken. Mit dem Juliusbanner von 1515 setzte sich die heutige Darstellung – Löwe und Frau rechtsgewendet – durch. Der Löwe erinnert an die Habsburger, die die Herrschaft von den Kyburgern erbten. Die Frau steht für die Jungfrau Maria, die Patronin des Klosters Reichenau. Die Farben Rot und Weiss entstammen dem Wappen des Klosters Reichenau.

## Bevölkerung
1919 wurden aus der Munizipalgemeinde Frauenfeld und ihren sechs Ortsgemeinden Frauenfeld, Herten, Horgenbach, Huben, Kurzdorf und Langdorf die Einheitsgemeinde Frauenfeld gebildet. 1998 wurden die von der Munizipalgemeinde Gachnang abgetrennte Ortsgemeinde Gerlikon sowie die von der Ortsgemeinde Oberwil (Munizipalgemeinde Gachnang) abgetrennten Ortsteile Zelgli und Schönenhof nach Frauenfeld eingemeindet.
Im Januar 2017 erreichte die Stadt die 25'000-Einwohner-Marke; am 31. Dezember 2023 hatte Frauenfeld 26'747 Einwohner.
Von den insgesamt 25'456 Einwohnern der Gemeinde Frauenfeld im Jahr 2018 waren 6000 bzw. 23,6 % ausländische Staatsbürger. Die Ortschaft Frauenfeld zählte zu diesem Zeitpunkt 24'918 Bewohner.
| Die zur Anzeige dieser Grafik verwendete Erweiterung wurde dauerhaft deaktiviert. Wir arbeiten aktuell daran, diese und weitere betroffene Grafiken auf ein neues Format umzustellen. (Mehr dazu) |

| Jahr      | 1850 | 1870 | 1888 | 1900 | 1910 | 1930 | 1950   | 1970   | 1990   | 2000   | 2010   | 2018   | 2019   | 2020   | 2022   | 2023   |
| --------- | ---- | ---- | ---- | ---- | ---- | ---- | ------ | ------ | ------ | ------ | ------ | ------ | ------ | ------ | ------ | ------ |
| Einwohner | 3444 | 5122 | 5996 | 7761 | 8459 | 8795 | 11'114 | 17'576 | 20'204 | 21'954 | 23'128 | 25'456 | 25'622 | 25'734 | 26'093 | 26'461 |

### Nationalitäten
Von den insgesamt 26'461 Einwohnern der Gemeinde Frauenfeld am 31. Dezember 2023 waren 6810 bzw. 25,7 % ausländische Staatsbürger.
| Nationalität                    | 1970    | 1980    | 1990    | 2000    | 2010    | 2018   | 2023   |
| ------------------------------- | ------- | ------- | ------- | ------- | ------- | ------ | ------ |
| Schweiz                         | 78,32 % | 82,25 % | 78,30 % | 77,53 % | 77,71 % | 76,4 % | 74,3 % |
| Italien                         | 14,56 % | 09,85 % | 08,70 % | 06,76 % | 05,13 % | n.n.   | n.n.   |
| Portugal                        | n.n.    | n.n.    | 05,26 % | 04,90 % | 04,54 % | n.n.   | n.n.   |
| Deutschland                     | 02,20 % | 01,40 % | 01,19 % | 01,37 % | 03,20 % | 03,4 % | 03,8 % |
| Mazedonien                      | n.n.    | n.n.    | n.n.    | 01,91 % | 01,86 % | n.n.   | n.n.   |
| Türkei                          | 00,34 % | 00,85 % | 01,35 % | 01,18 % | 00,83 % | n.n.   | n.n.   |
| Spanien                         | 01,60 % | 01,31 % | 01,19 % | 00,82 % | 00,54 % | n.n.   | n.n.   |
| Österreich                      | 01,19 % | 00,69 % | 00,53 % | 00,55 % | 00,44 % | n.n.   | n.n.   |
| Kroatien                        | n.n.    | n.n.    | n.n.    | 00,57 % | 00,38 % | n.n.   | n.n.   |
| Bosnien und Herzegowina         | n.n.    | n.n.    | n.n.    | 00,45 % | 00,22 % | n.n.   | n.n.   |
| Total ausländische Staatsbürger | n.n.    | n.n.    | n.n.    | 18,51 % | 17,14 % | 23,6 % | 25,7 % |

### Konfessionen
Am 31. Dezember 2023 gehörten 7615 (28,8 %) Einwohner der römisch-katholischen Kirche (2011: 35,6 %) und 7556 (28,6 %) der Evangelischen Landeskirche des Kantons Thurgau an (2011: 38,8 %).
Der lokalen Sektion der Evangelischen Allianz gehören sieben evangelische Gemeinden und Gruppen an.

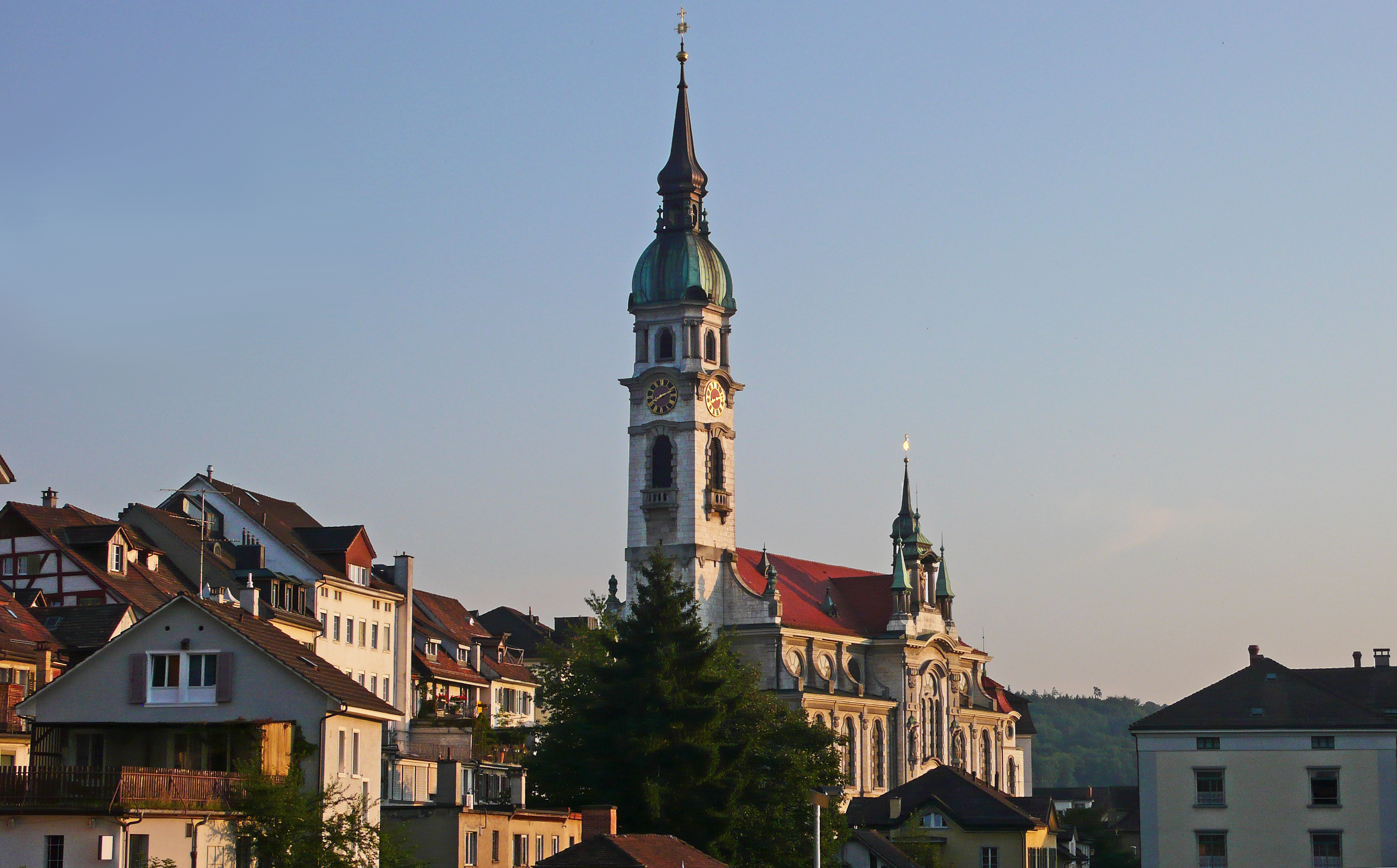
Katholische Kirche St. Nikolaus
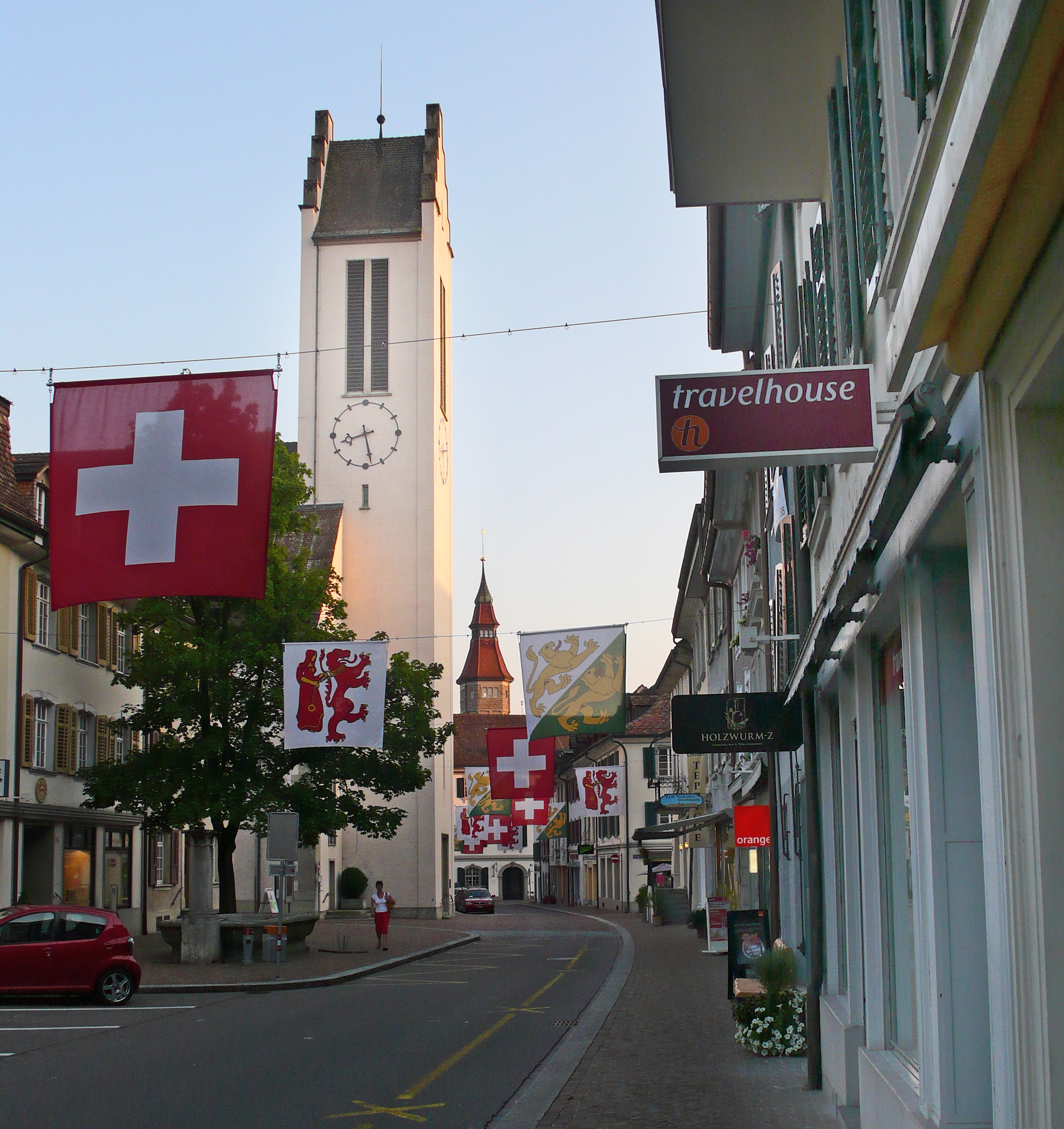
Evangelische Stadtkirche

## Wirtschaft
Frauenfeld ist Standort zahlreicher Unternehmen. Von weltweiter Bedeutung sind SIGG, Sia Abrasives, Baumer, DocMorris und der Europasitz des amerikanischen Chemieunternehmens Chemtura. Im Jahr 2020 zügelte der Schweizer Ableger von Wärtsilä mit seinen 135 Mitarbeitern von Winterthur nach Frauenfeld. Anfang 2022 eröffnete Stadler Rail hier einen Service-Standort. Für die Landwirtschaft von Bedeutung ist die Zuckerfabrik in Oberwiesen im Westen Frauenfelds. Ausserdem ist Frauenfeld Standort eines Paketverteilzentrums der Schweizerischen Post. Ein grosser Wirtschaftsfaktor ist auch der Waffenplatz (Ausbildungsgelände des Militärs) auf der Allmend im Norden der Stadt.
Im Jahr 2019 bot Frauenfeld 16'386 Personen Arbeit (umgerechnet auf Vollzeitstellen). Davon waren 0,5 % in der Land- und Forstwirtschaft, 24,9 % in Industrie, Gewerbe und Bau sowie 74,6 % im Dienstleistungssektor tätig.

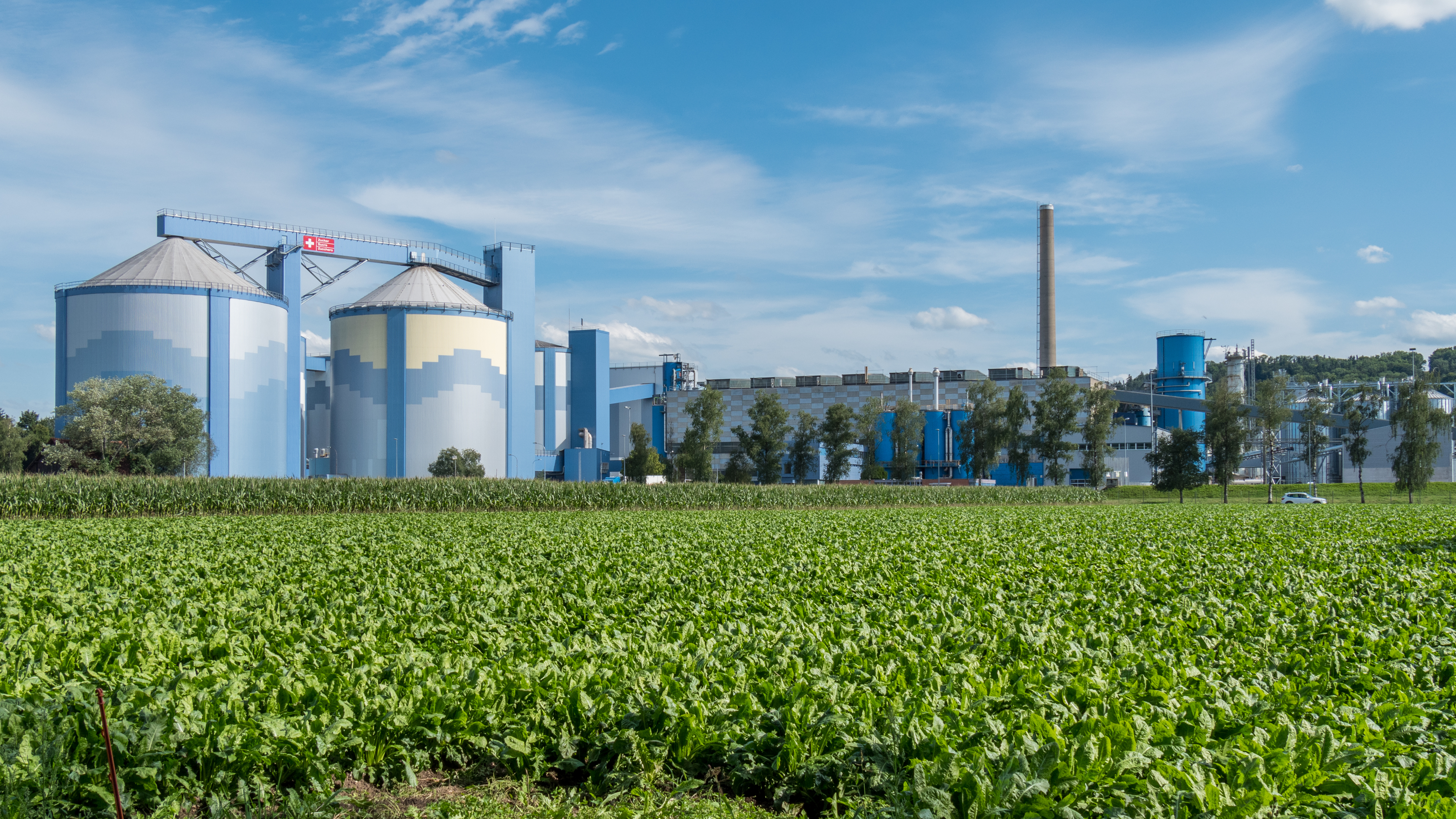
Zuckerfabrik
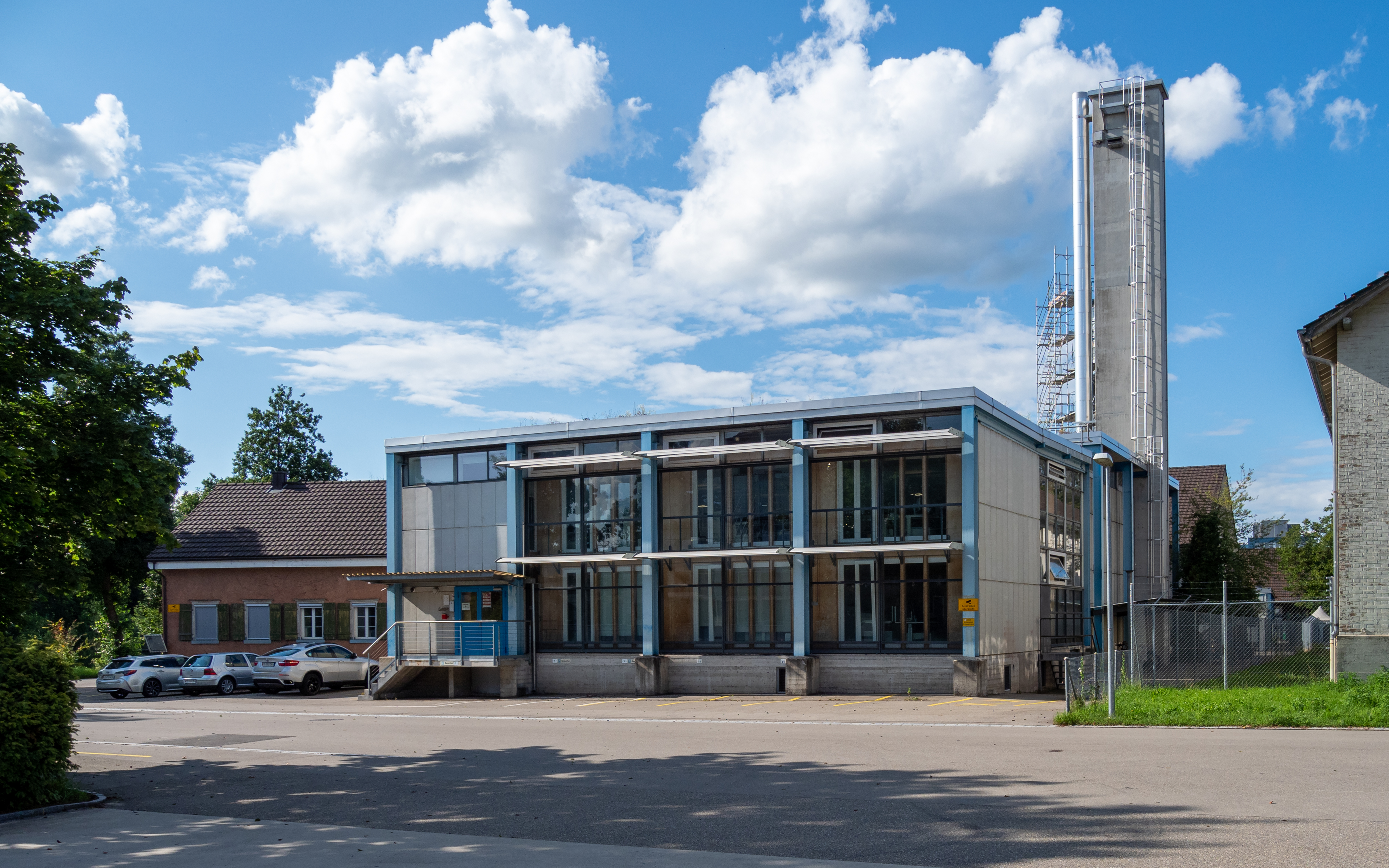
Sia Abrasives
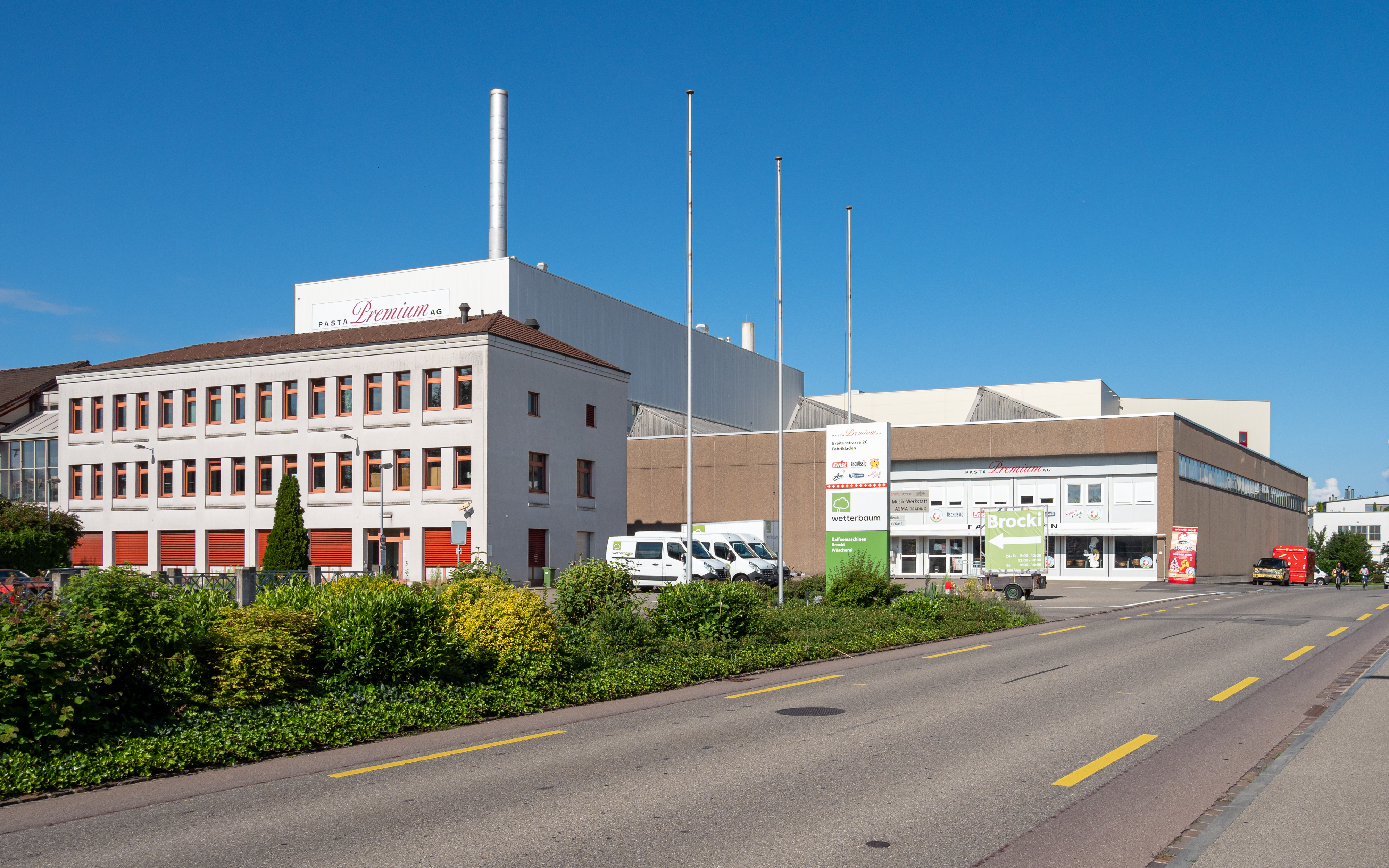
Pasta Premium AG
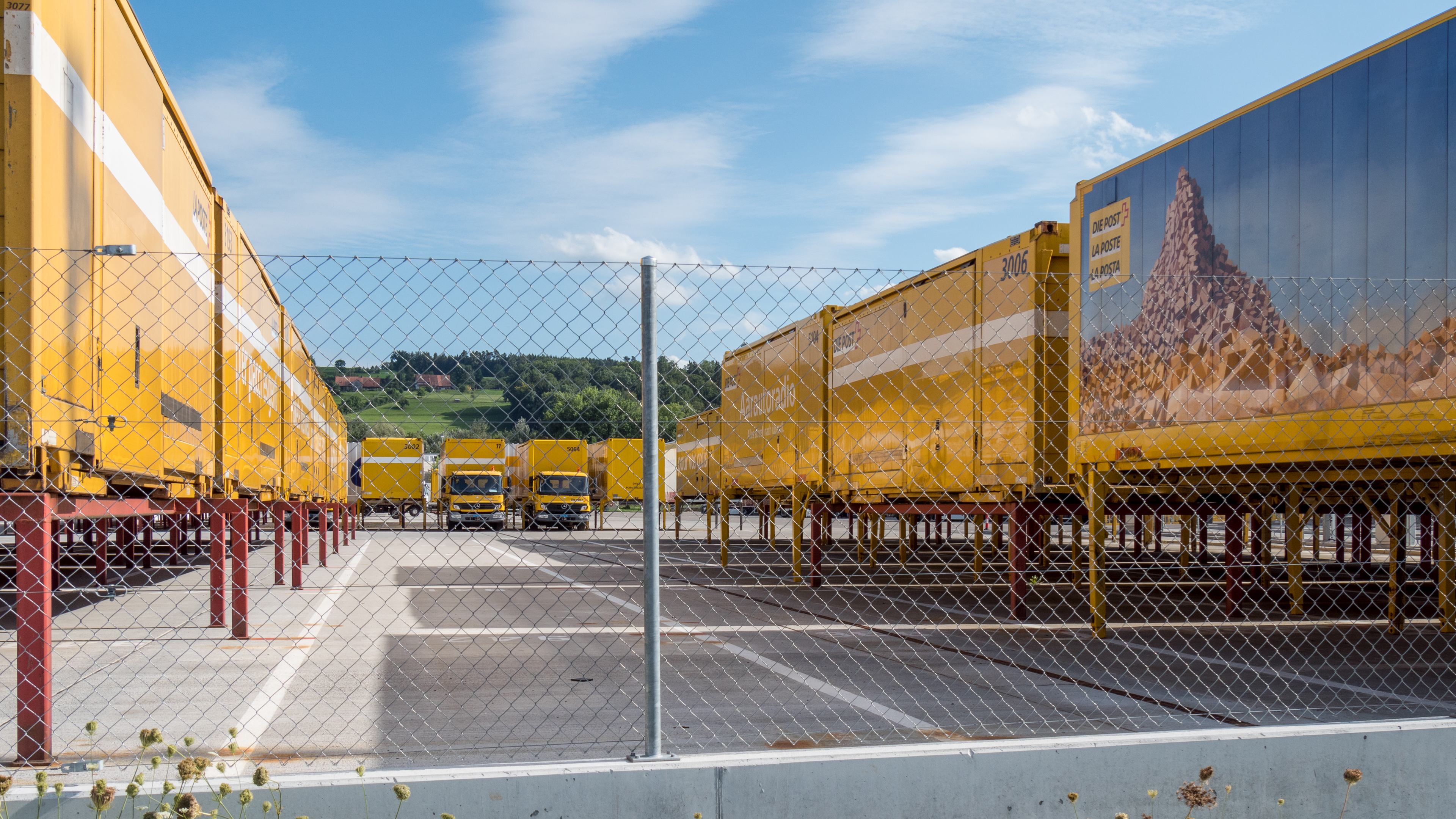
Paketverteilzentrum Frauenfeld

## Politik

### Exekutive
Für die Legislaturperiode 2023–2027 wurden die folgenden Personen in den Stadtrat gewählt:
- Anders Stokholm, FDP; Stadtpräsident, Departement für Finanzen und Zentrales
- Barbara Dätwyler Weber, SP; Vizepräsidentin, Departement für Gesellschaft und Soziales
- Andrea Hofmann Kolb, CH (Chrampfe und Hirne); Departement für Bau und Verkehr
- Fabrizio Hugentobler, FDP; Departement Thurplus, Freizeit und Sport
- Regine Siegenthaler, Die Mitte; Departement für Alter und Gesundheit

Seit 1970 liegt das Stadtpräsidium fest in der Hand der FDP.

#### Mutationen während der Legislaturperiode 2023–2027
Der seit 2015 amtierende Stadtpräsident Stokholm erklärte per Ende Mai 2025 den Rücktritt. Die Ersatzwahl für ihn fand am 9. Februar 2025 statt, gewählt wurde Stokholms Parteikollege Claudio Bernold. Seine Amtszeit begann am 1. Juni 2025.
Fabrizio Hugentobler trat ebenfalls per Ende Mai 2025 von seinem Amt zurück. Zu seinem Nachfolger wählte das Frauenfelder Stimmvolk am 18. Mai 2025 Stefan Leuthold (glp). Seine Amtszeit begann ebenfalls am 1. Juni 2025.

### Legislative
- Grüne: 2
- SP: 5
- C&H: 8
- EVP: 3
- GLP: 3
- Mitte: 4
- FDP: 6
- SVP: 8
- EDU: 1

Stadtparlament von Frauenfeld ist der 40-köpfige Gemeinderat. Die Sitzverteilung nach der Wahl vom 23. April 2023 lautet wie folgt:
- SVP: 8 Sitze (- 1)
- Chrampfe & Hirne: 8 Sitze
- FDP: 6 Sitze
- SP: 5 Sitze (+ 1)
- Die Mitte: 4 Sitze
- glp: 3 Sitze
- EVP: 3 Sitze (+ 1)
- GPS: 2 Sitze (- 1)
- EDU: 1 Sitz

### Nationale Wahlen
Bei den Nationalratswahlen 2023 betrugen die Wähleranteile in Frauenfeld:
| SVP             | SP              | Mitte           | FDP             | Grüne           | glp            | EVP            | EDU            |
| --------------- | --------------- | --------------- | --------------- | --------------- | -------------- | -------------- | -------------- |
| 28,53 % (+2,45) | 16,26 % (−1,50) | 13,70 % (−0,20) | 13,63 % (−0,44) | 11,47 % (−1,32) | 9,21 % (−1,20) | 3,54 % (+0,34) | 1,75 % (−0,04) |

## Verkehr

### Eisenbahn
Der Bahnhof der Stadt steht an der SBB-Strecke zwischen Winterthur und Weinfelden. Die Frauenfeld-Wil-Bahn hat am Bahnhof ihre Endstation, es bestehen Direktverbindungen in Richtung Winterthur/Zürich/Bern, Romanshorn, Konstanz und Wil SG.
Es wurden zwei weitere Bahnhöfe bzw. S-Bahn-Haltestellen auf Stadtgebiet im Norden und Westen des bestehenden Bahnhofs angedacht. Dem Bahnhof Langdorf im Osten wird eine höhere Priorität gegeben. Für die Umsetzung dieses zusätzlichen Bahnhofs auf der Linie zwischen Frauenfeld und Weinfelden müsste entweder ein Bahnhof aufgehoben (Hüttlingen-Mettendorf) oder aber zwei Bahnhöfe (nur noch) im Stundentakt angefahren werden.

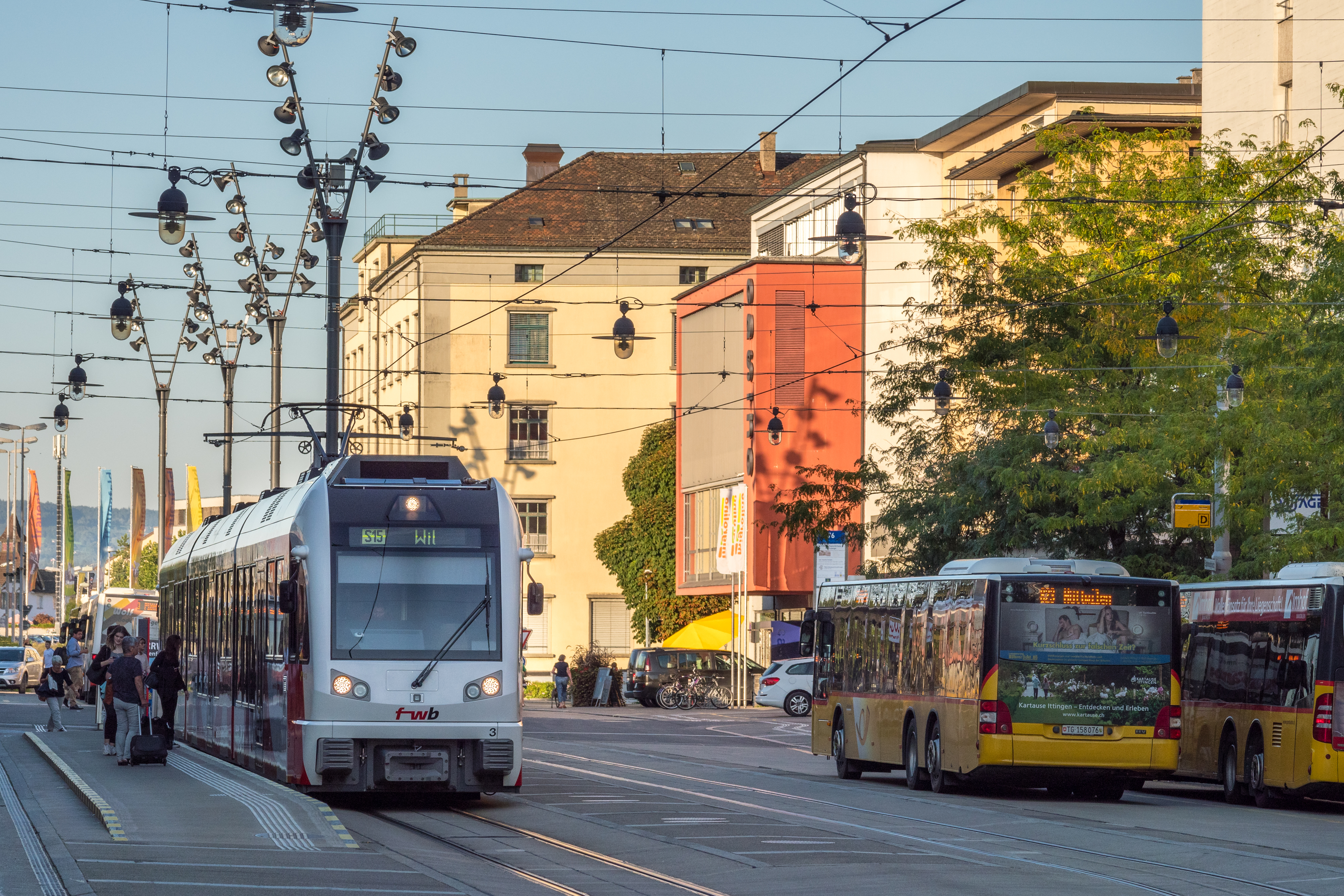
Bahnhofplatz
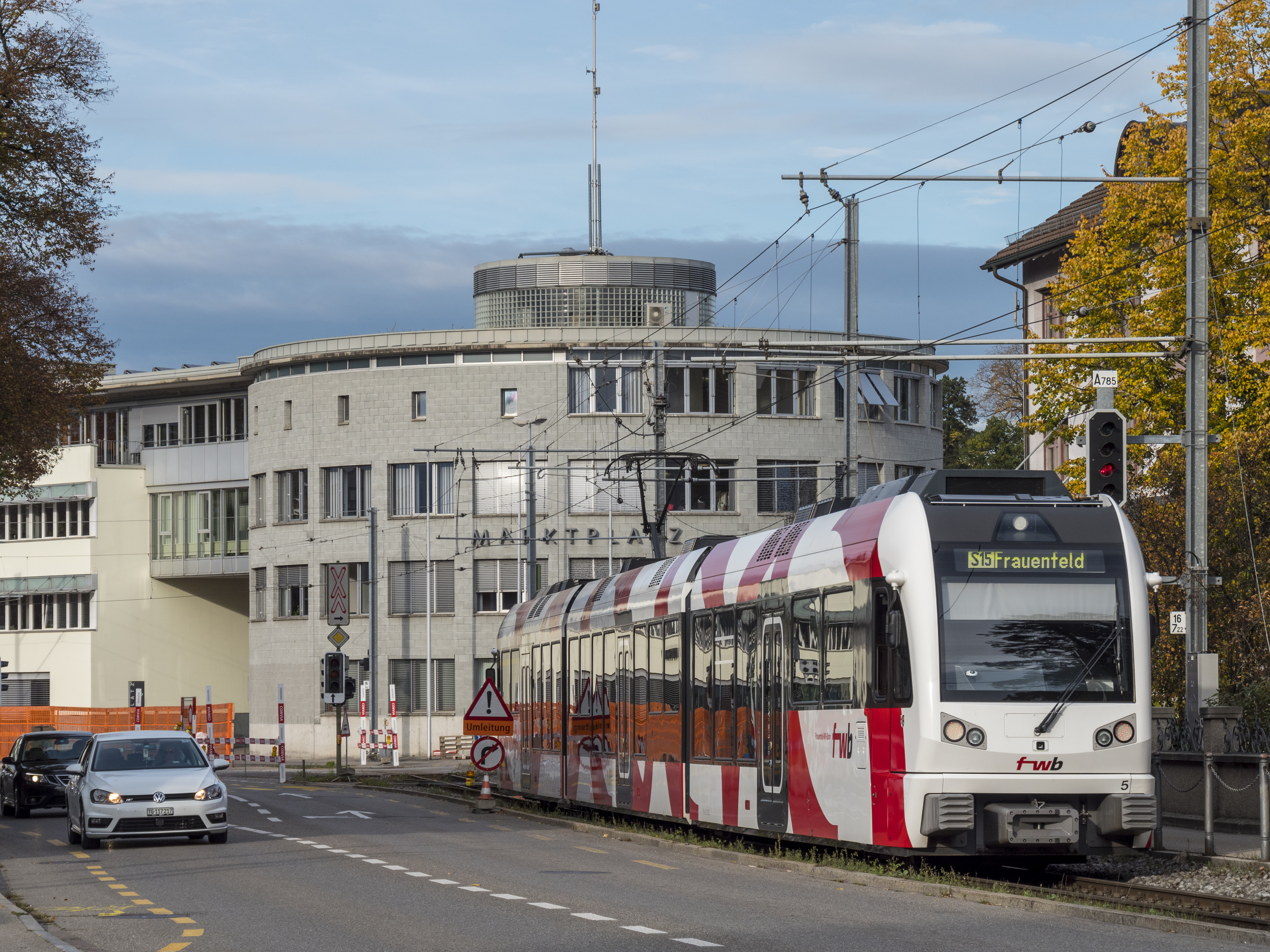
«Wilerbähnli» Richtung Frauenfeld kurz vor dem Marktplatz

### Strasse

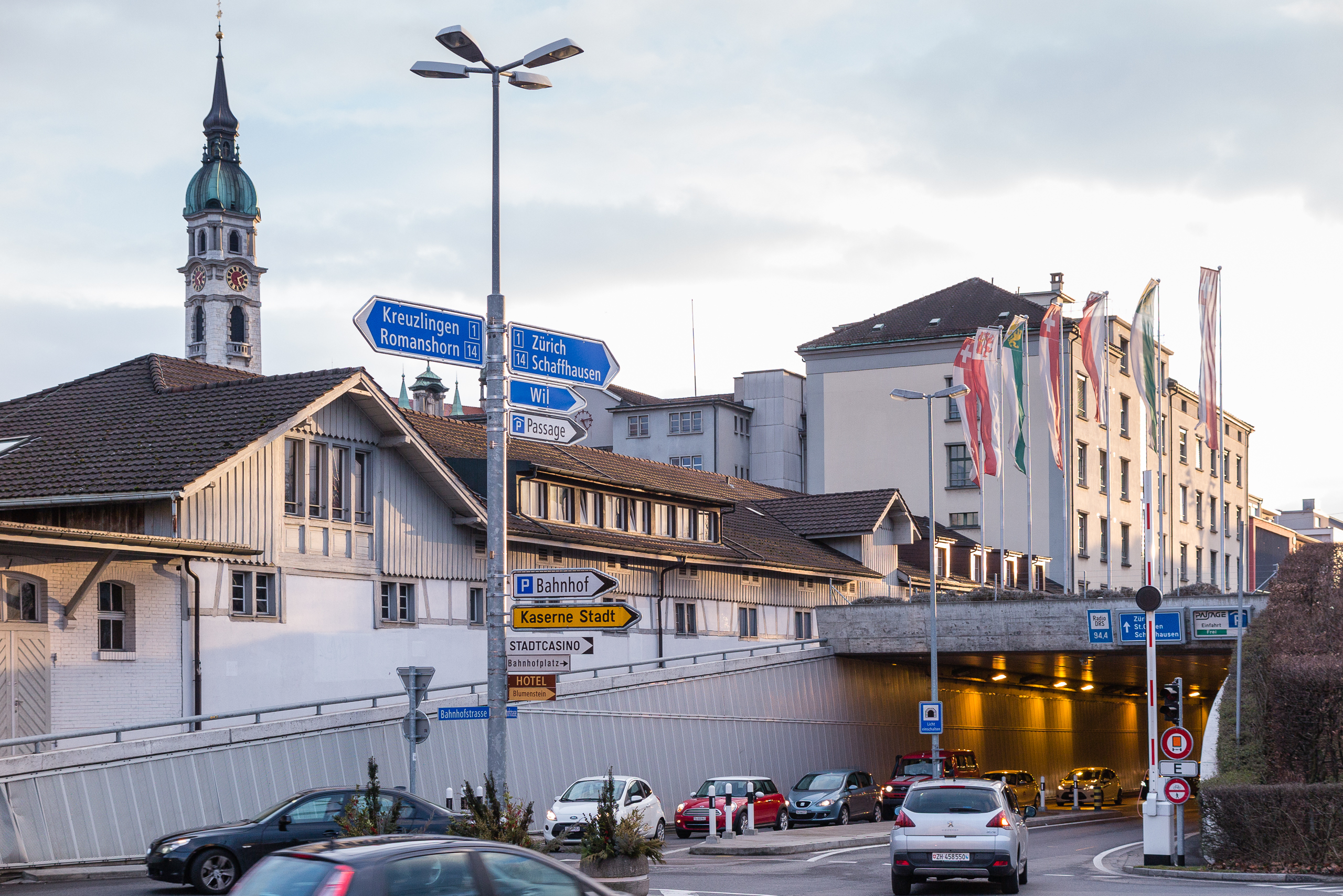
Einfahrt in den unterirdischen Kreisverkehr (mit Parkhauszufahrt) beim Bahnhof Frauenfeld

Frauenfeld liegt an den Autobahnen A7 (Anschlüsse Frauenfeld West und Frauenfeld Ost) und A1 (Anschluss Matzingen/Frauenfeld Süd), die Stadt ist Knotenpunkt der Hauptstrassen 1 und 14.

#### Projekt Frauenfeld Bahnhof 2000
Frauenfeld besitzt seit 1999 den angeblich ersten unterirdischen Kreisverkehr Europas. Dank diesem Kreisel ist der Bahnhofplatz weitgehend für den Publikumsverkehr gesperrt.

#### Geplante Strassenumfahrung
Ausgehend von den hohen Verkehrszahlen in der Innenstadt, die möglicherweise weiter ansteigen, laufen Planungen für eine Umfahrungs- oder Stadtentlastungsstrasse. Am 11. März 2007 kam es zu einer Volksabstimmung über das Projekt «F21-Entlastung Stadtzentrum» (Verkehrsentlastung und Aufwertung des Stadtzentrums). Diese zweite Untertunnelung der Innenstadt wurde damals mit einem Nein-Anteil von 51,6 % von der Stimmbevölkerung knapp abgelehnt.
2017 und 2018 wurden sieben Varianten für eine zentrumsnahe Stadtentlastung diskutiert.

### Bus
(Stand: Fahrplanjahr 2024)
Postauto
führt elf Buslinien ab Frauenfeld:
- 819 nach Kartause Ittingen

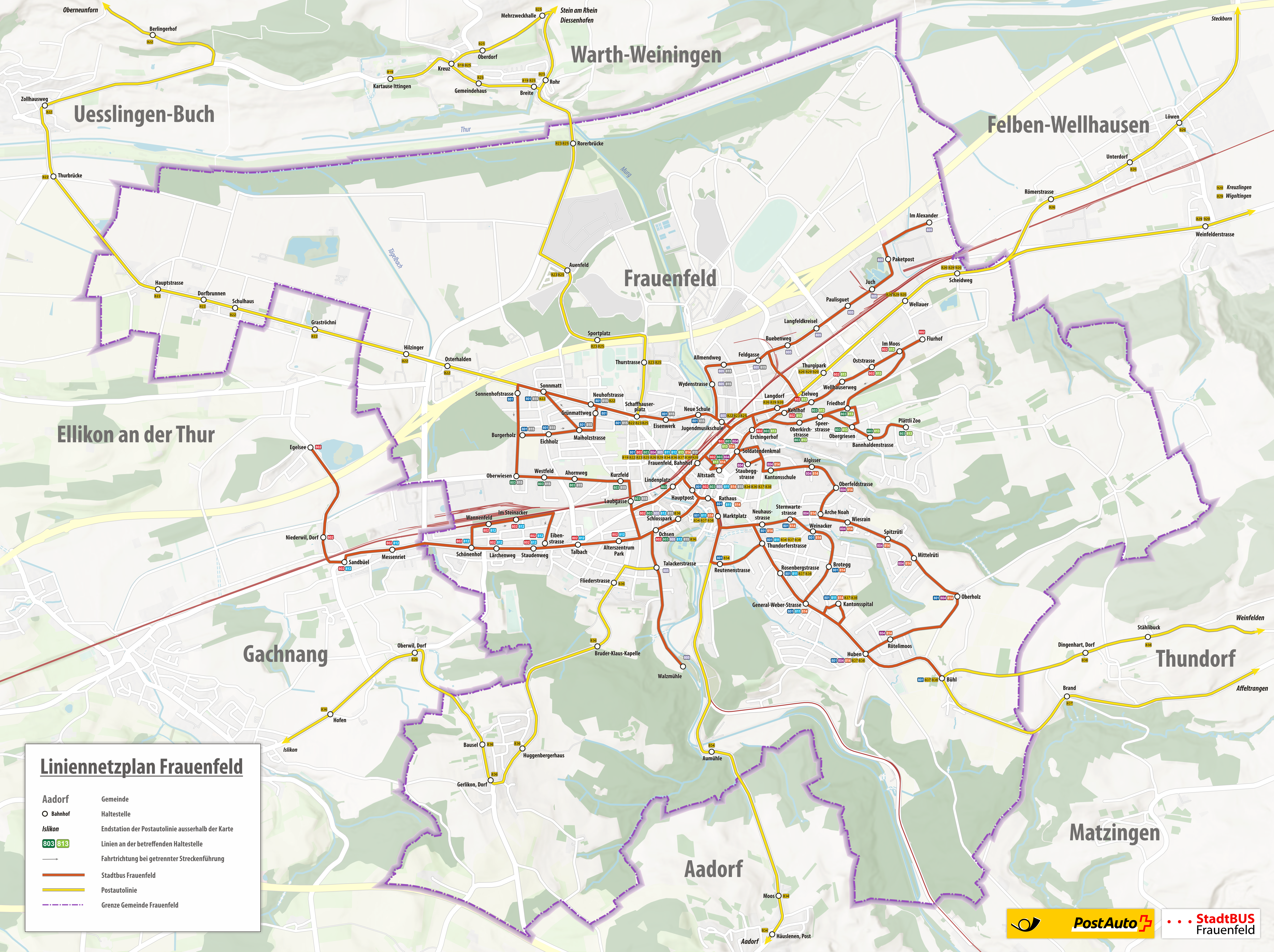
Netzplan Stadtbus

- 822 nach Oberneunforn, Gemeindehaus
- 823 nach Hüttwilen – Diessenhofen, Bahnhof
- 825 nach Stein am Rhein, Bahnhof
- 826 nach Lanzenneunforn – Steckborn, Bahnhof
- 829 nach Pfyn – Müllheim Dorf, Post – Wigoltingen
- 834 nach Aadorf – Ettenhausen TG
- 836 nach Gachnang – Islikon, Bahnhof
- 837 nach Thundorf – Stettfurt – Tobel-Affeltrangen, Bahnhof
- 838 nach Thundorf – Weinfelden, Bahnhof
- 920 nach Müllheim – Kreuzlingen, Bahnhof

#### Stadtbus
Die Stadt Frauenfeld verfügt über einen Stadtbus mit fünf Linien. Von Montag bis Samstag fahren tagsüber die Linien 801 – 805, am Abend und an Sonntagen verkehren die Linien 811 – 815. Der Stadtbus befördert jährlich rund 2,5 Millionen Fahrgäste und legt dabei rund 775'000 Kilometer zurück.

### Nachttaxi
1995 wurden die Stadtbus-Nachtrundkurse aufgehoben. Im Auftrag der Stadtbusverwaltung Frauenfeld werden seit 1998 Sammeltaxis der Firma Ilg eingesetzt.

### Brücken

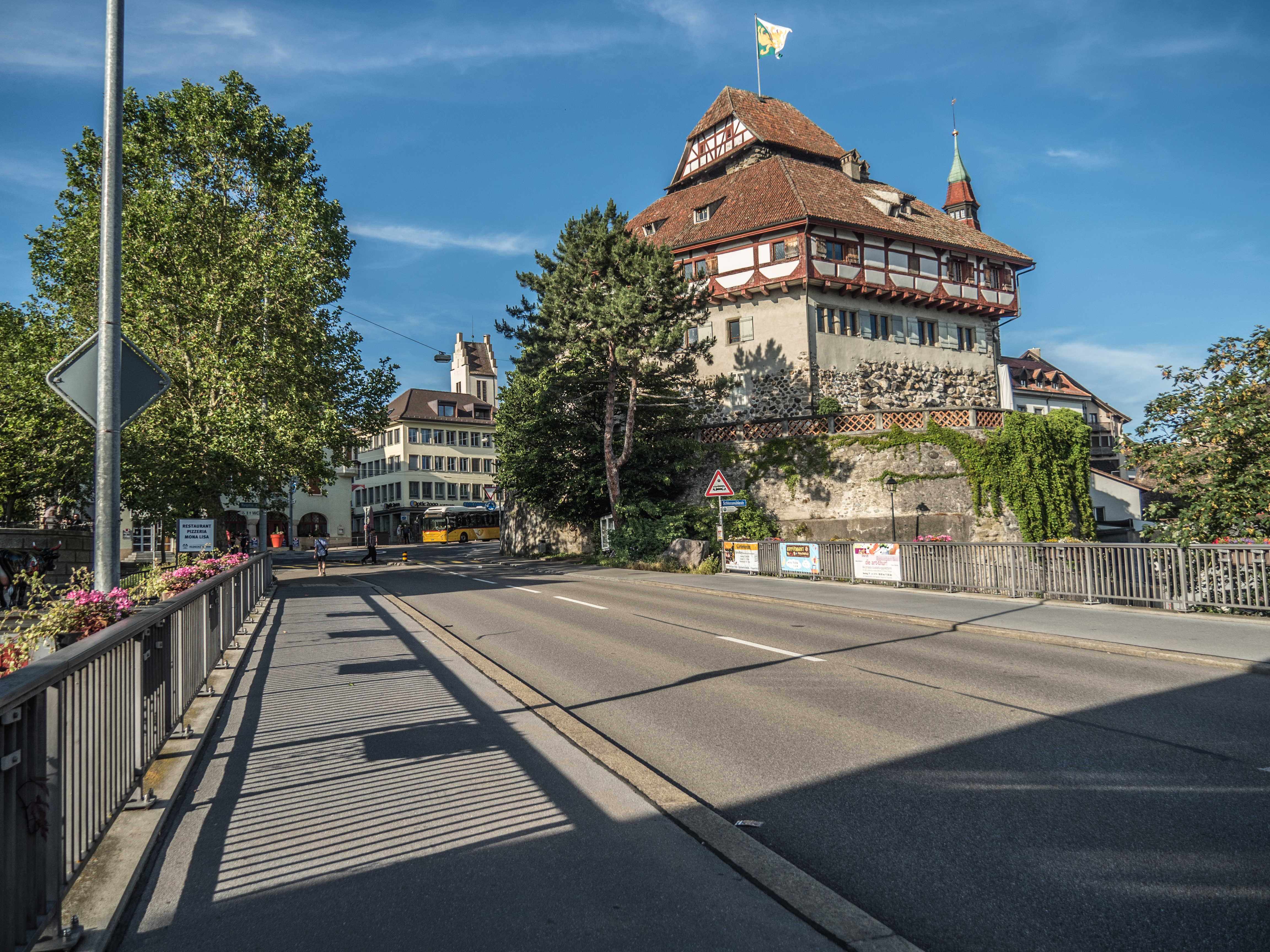
Die Schlossbrücke in Frauenfeld

In Frauenfeld führen rund vierzig Brücken und Stege über die Murg.

## Sehenswürdigkeiten
Die verkehrsberuhigte Altstadt mit Gesandtschaftshäusern aus dem 18. Jahrhundert befindet sich südlich, etwa 15 Meter oberhalb des Bahnhofs. Hier über der Murg stehen das Schloss Frauenfeld und das Rathaus nebeneinander. In der Innenstadt finden sich weitere markante geschichtsträchtige Gebäude wie die Baliere am Kreuzplatz und das Bernerhaus am Bankplatz.
Die Stadt Frauenfeld ist im Inventar der schützenswerten Ortsbilder der Schweiz aufgeführt.

### Kirchen
In der südlichen Häuserzeile der Altstadt steht die reformierte Stadtkirche, deren Schiff 1929 anstelle des Vorgängerbaus von 1644/45 im Stil der Neuen Sachlichkeit neu errichtet wurde. Sie verfügt über eine Metzler-Orgel von 1985 sowie ein 1930 von Augusto Giacometti gestaltetes Chorfenster. Die 1906 errichtete neobarocke katholischen Kirche St. Nikolaus enthält im Kirchenraum Altar-Wandbilder von Karl Manninger sowie ebenfalls eine Metzler-Orgel. Im Stadtteil Kurzdorf (nördlich der Murg) steht die schlichte Kirche St. Johann mit Fresken aus dem 14. Jahrhundert. Die älteste Kirche Frauenfelds ist die St. Laurentius-Kirche in Oberkirch, erstmals erwähnt 889.

### Zoo
Auf der Anhöhe über dem Langdorf befindet sich der Plättli Zoo, der Tiere von rund fünfzig Arten aus aller Welt sowie einen Streichelzoo beherbergt.

## Kultur
In Frauenfeld befinden sich die Kantonsbibliothek und drei kantonale Museen (s. u.). Weitere Kulturinstitutionen sind die Theaterwerkstatt Gleis 5, die Stadtgalerie Baliere, die Sternwarte Oberherten, das Stadtcasino und die Festhalle Rüegerholz.
Die einstige Schraubenfabrik ist heute als Eisenwerk ein Kultur-, Wohn und Arbeitszentrum und wurde mit dem Schweizer Heimatschutzpreis sowie einem UNESCO-Preis ausgezeichnet. Nordwestlich von Frauenfeld liegt die Kartause Ittingen mit dem Kunstmuseum Thurgau und dem Klostermuseum sowie einem Tagungszentrum.

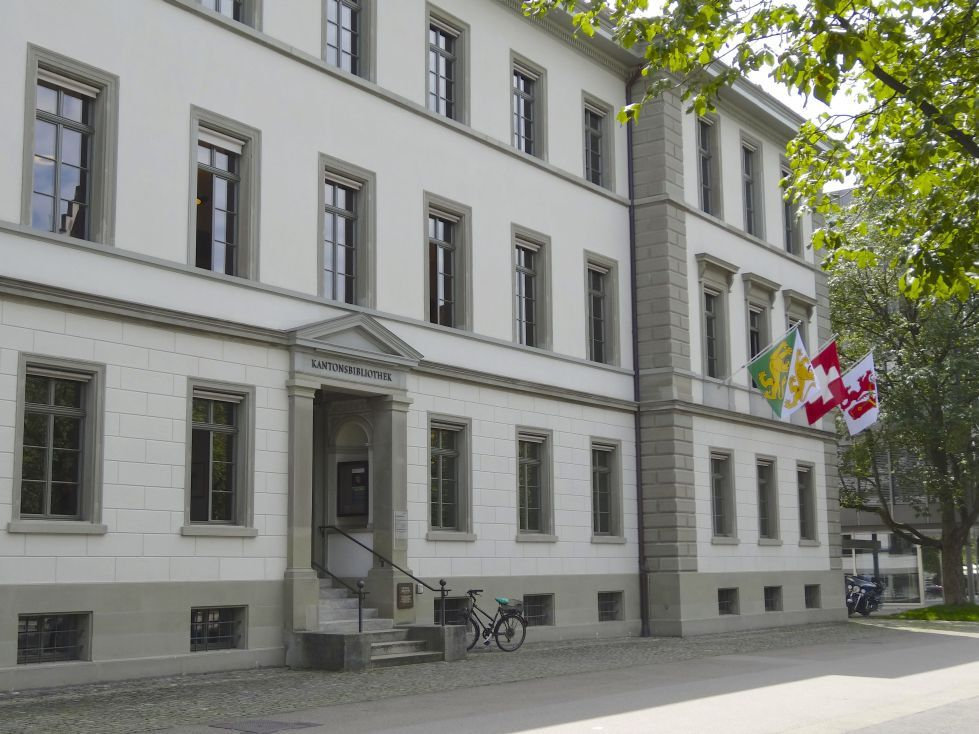
Kantonsbibliothek
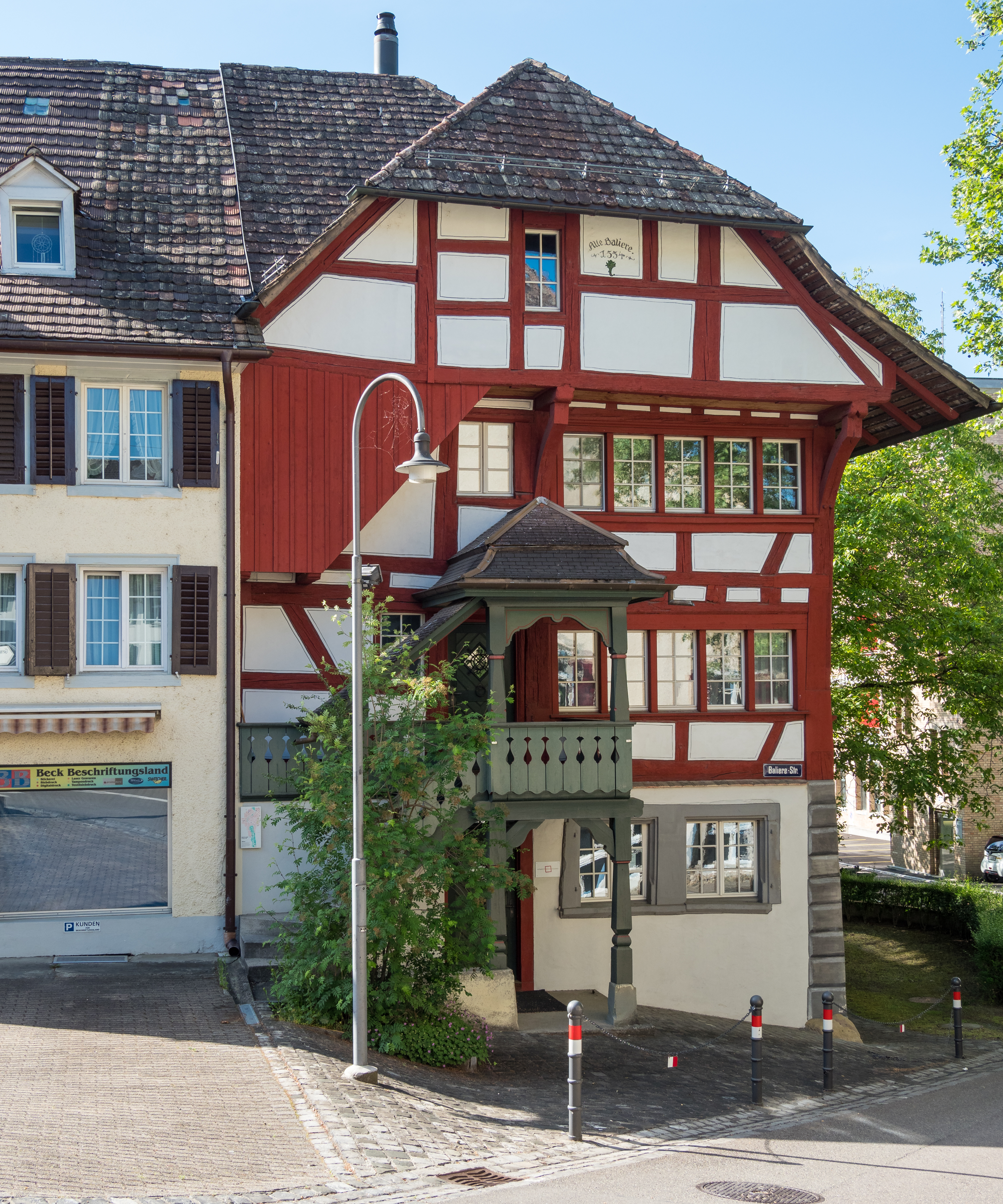
Alte Baliere
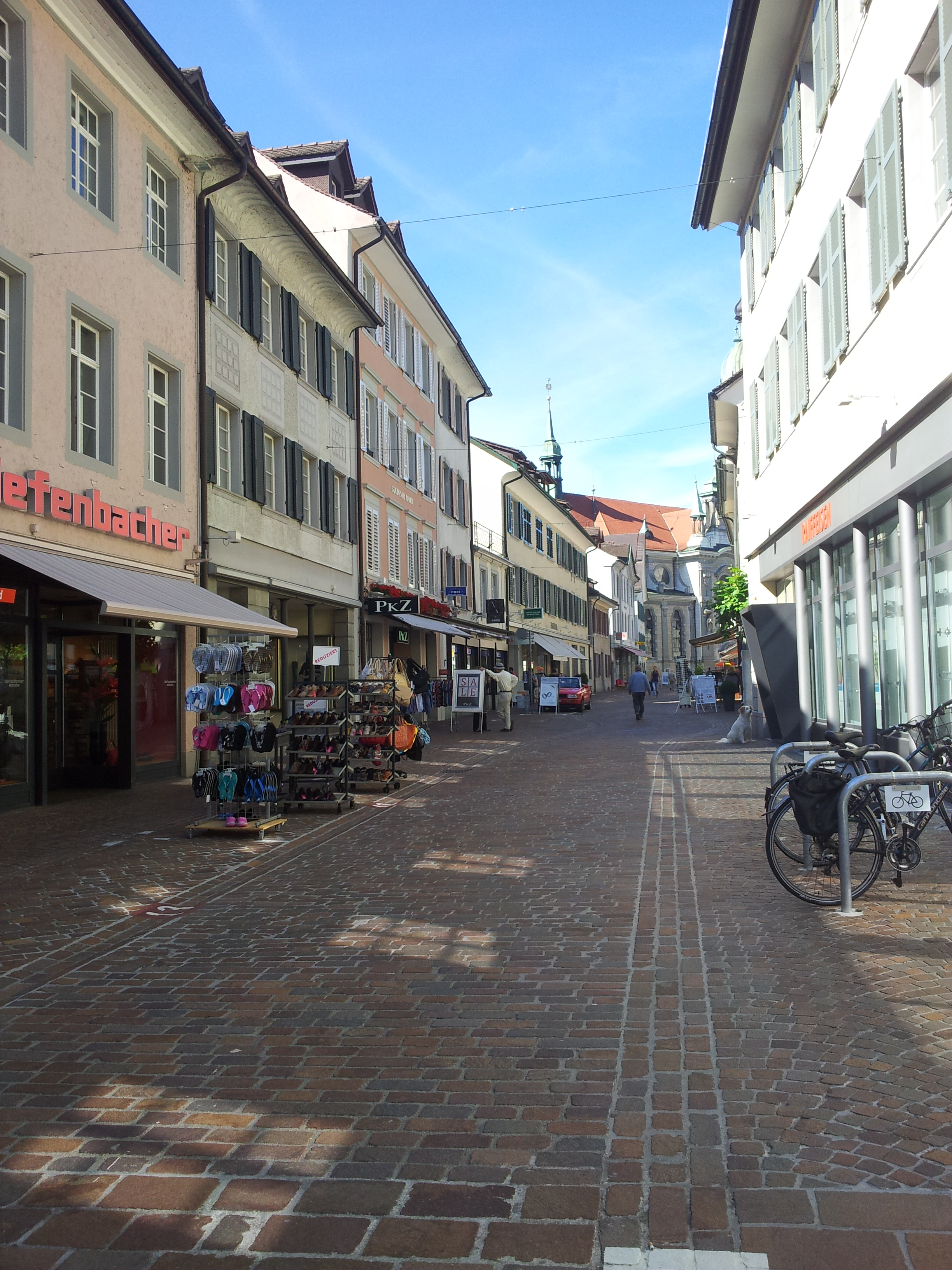
Altstadt von Frauenfeld

### Museen
In Frauenfeld stehen drei kantonale Museen:
- das Historische Museum im Schloss Frauenfeld
- das Naturmuseum, welches 2012 für den Europäischen Museumspreis nominiert wurde[43]
- das Thurgauer Museum für Archäologie

### Anlässe

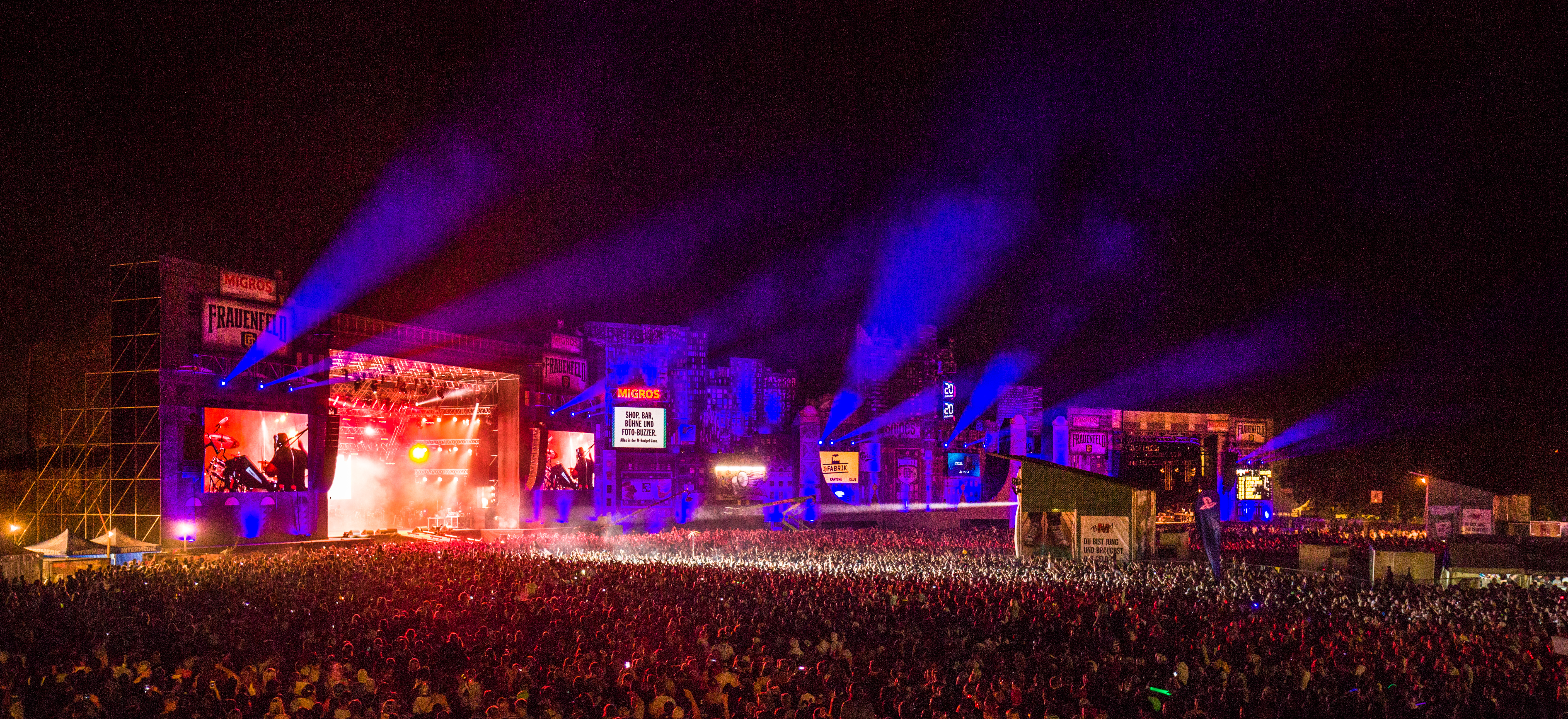
Openair

Der international am meisten beachtete kulturelle Grossanlass in Frauenfeld ist das Openair Frauenfeld auf der Grossen Allmend, das seit 1985 stattfindet und inzwischen das grösste Hip-Hop-Openair Europas ist. Jährlich finden in Frauenfeld ein Blues-Festival und zweijährlich das internationale Jazztreffen Generations statt. Im Zweijahresrhythmus findet in Frauenfeld der Jugendkulturpreis statt. Am dritten Montag im Januar wird der Bechtelistag gefeiert. Diese Tradition hat ihre Wurzeln im 13. Jahrhundert.

## Sport und Freizeit

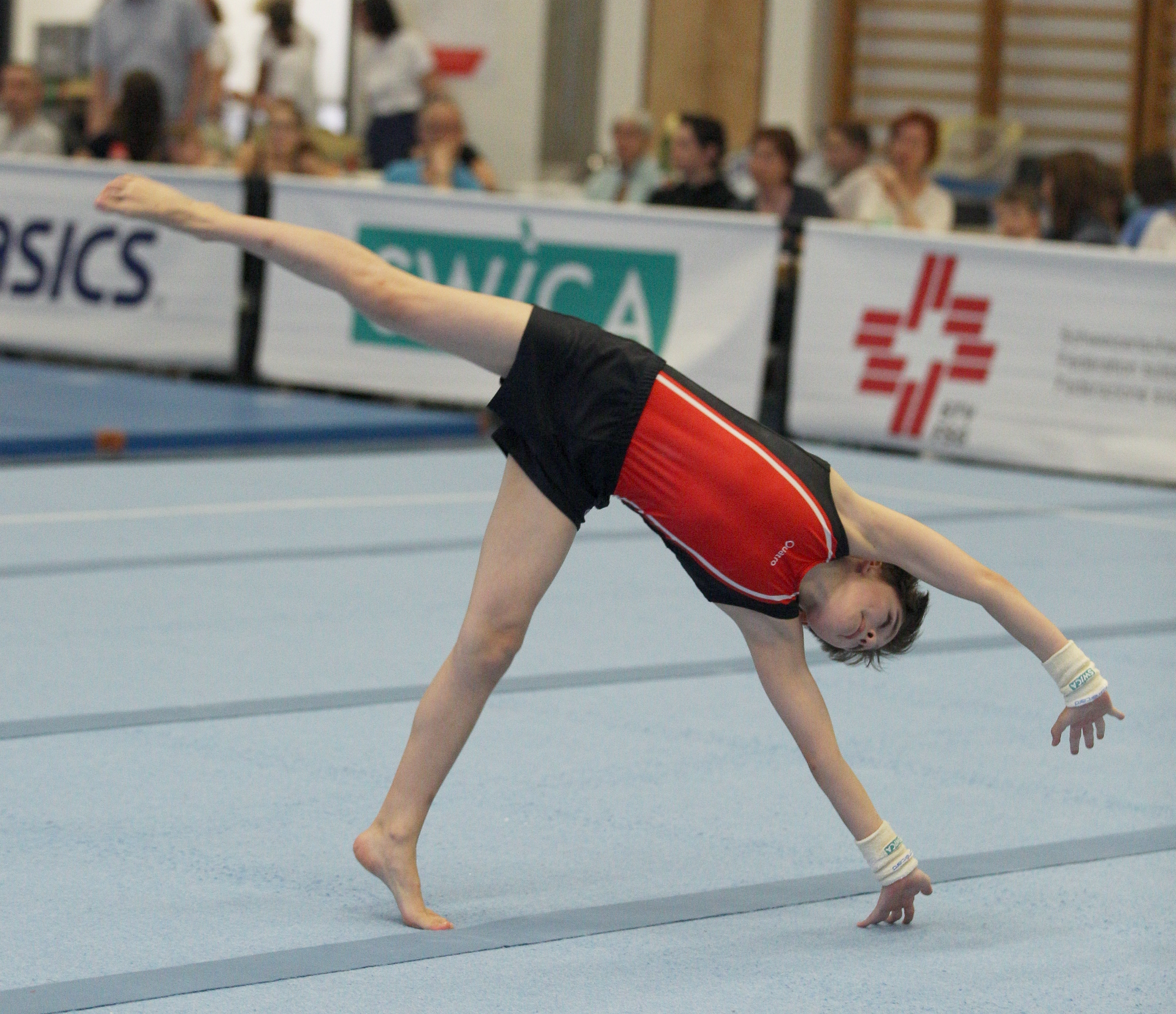
Turner des STV Frauenfeld bei den Schweizer Meisterschaften der Junioren 2019

Der Sportplatz Kleine Allmend umfasst eine komplette Leichtathletikanlage, fünf grosse Rasenspielfelder, einen Kunstrasenplatz sowie eine Finnenbahn. Gleich daneben befinden sich eine Kunsteisbahn sowie ein moderner Skatepark. Auf der Grossen Allmend liegt die Pferderennbahn Frauenfeld. Ausserdem gibt es eine ganzjährig geöffnete Badeanlage mit Hallenbad, Freibad, Sprudelbad und 50-m-Sportbecken. Der ortsansässige Fussballverein, der FC Frauenfeld, spielt in der 2. Liga Interregional, der Eishockeyverein, der EHC Frauenfeld, in der MySport League. Die Damen des Unihockeyvereins UH Red Lions Frauenfeld spielen in der zweithöchsten Spielklasse, der Nationalliga B.
Mitten in der Stadt Frauenfeld befindet sich eine grüne Oase, der Murg Auen Park. Der naturnahe Park im Buebewäldli wurde 2015 eröffnet.

## Bildung
In Frauenfeld befinden sich neun Primarschulen, nämlich Ergaten, Erzenholz, Herten, Huben, Kurzdorf, Langdorf, Oberwiesen, Schollenholz und Spanner, sowie die Sekundarschulen Auen und Reutenen.
An der Ringstrasse befindet sich die Kantonsschule Frauenfeld, die älteste und grösste der vier thurgauischen Mittelschulen. Ebenfalls in den Räumen der Kantonsschule befindet sich die Thurgauisch-Schaffhauserische Maturitätsschule TSME. Im Kurzdorfquartier direkt an der Murg steht das Bildungszentrum für Technik. Es ist Berufsschule, Berufsmaturitätsschule und Standort einer höheren Fachschule in den Bereichen Maschinenbau, Systemtechnik, Informatik und Wirtschaftsinformatik.
In Frauenfeld haben ausserdem das Haus des Lernens, die Klubschule Migros sowie die Schule für Wirtschaft und Sprachen (SWS) Standorte. Daneben gibt es, durch Vereine betrieben, eine Jugendmusikschule, eine Bildschule, eine Volkshochschule und die Autonome Schule Frauenfeld.

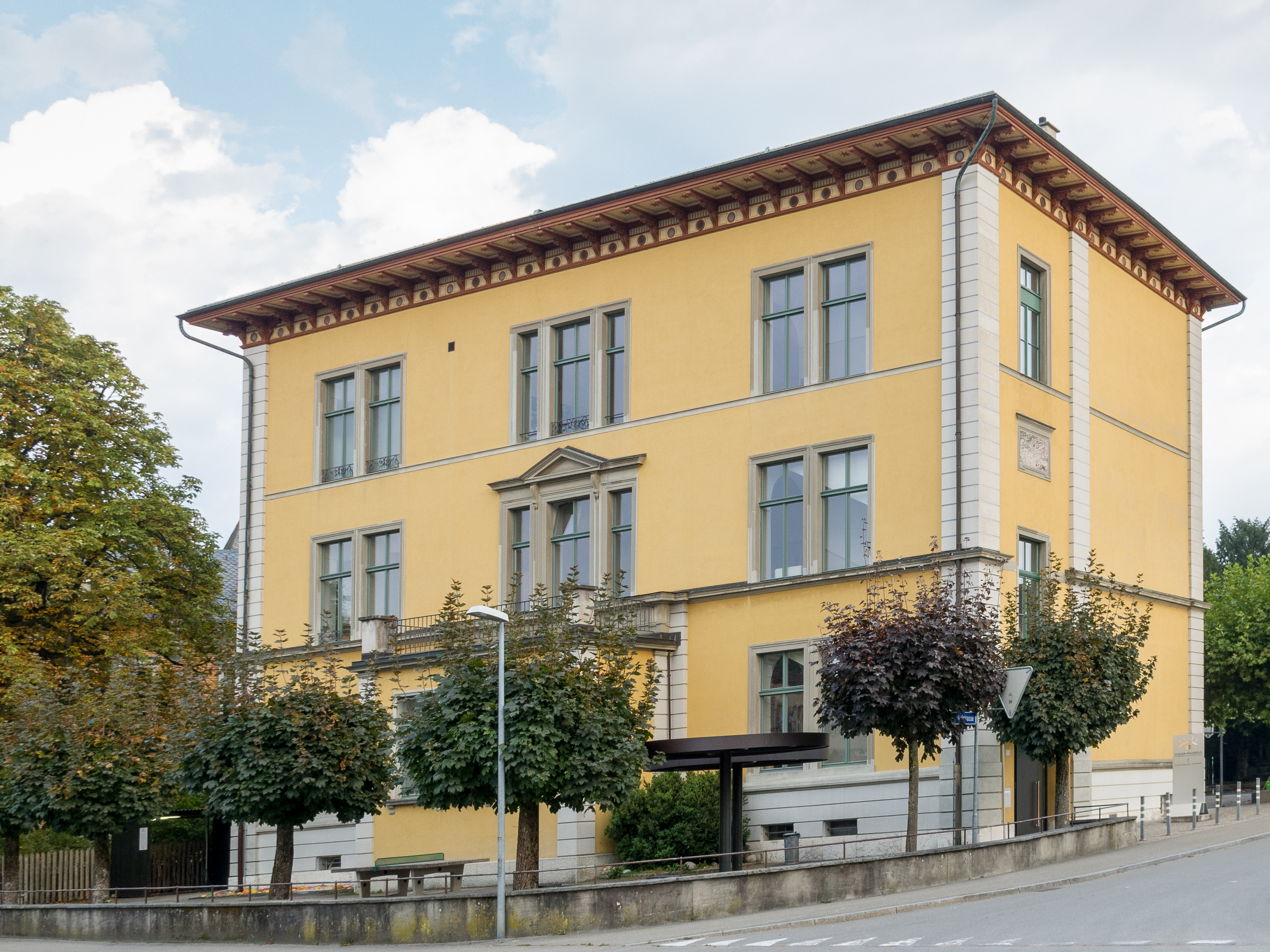
Primarschulhaus Spanner
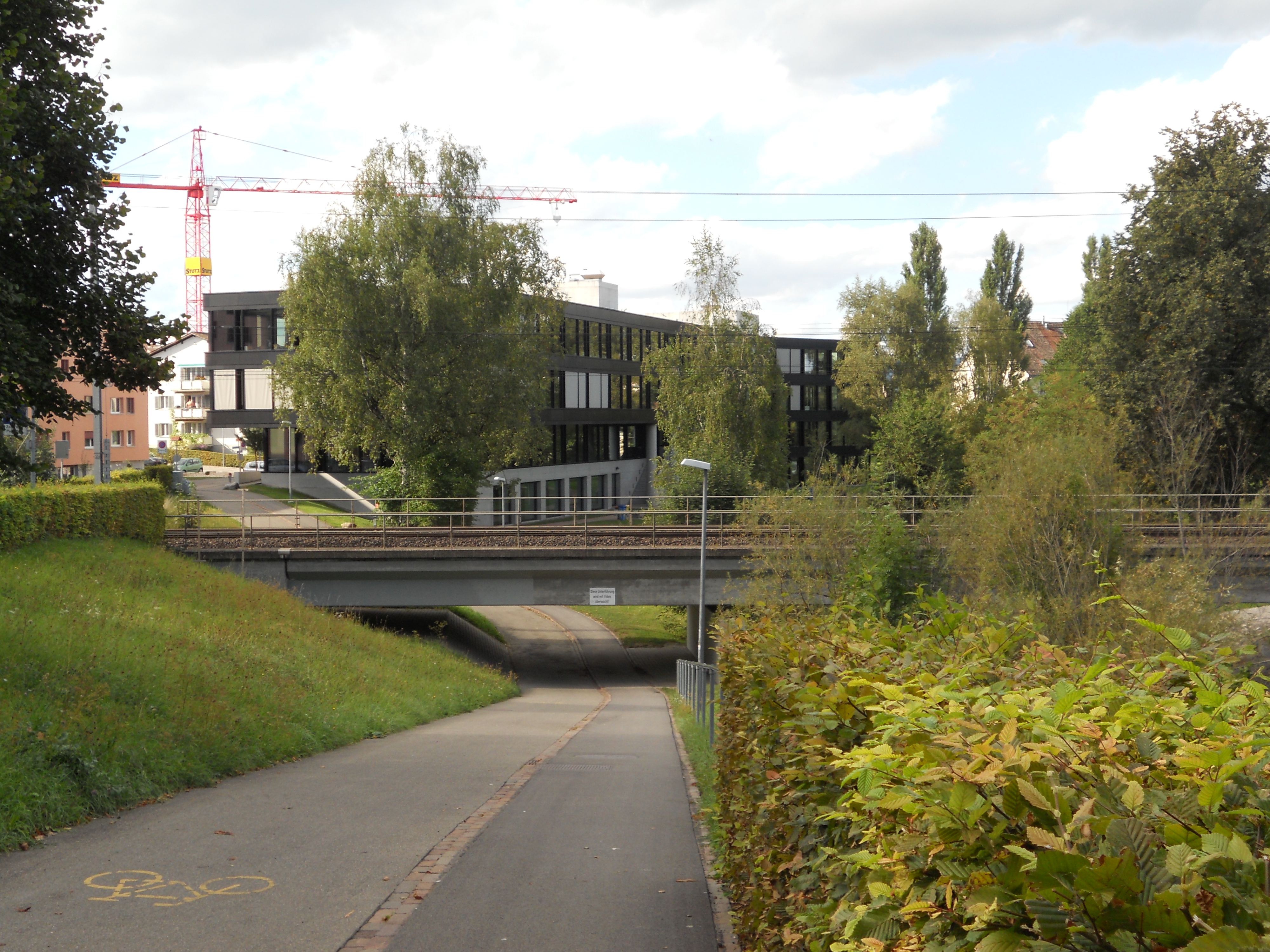
Bildungszentrum für Technik

## Partnerstädte
- Kufstein: Seit dem Zweiten Weltkrieg unterhält Frauenfeld partnerschaftliche Beziehungen zu Kufstein in Österreich. Die Städtepartnerschaft wird in Form von Kultur-, Geschenks- und Informationsaustausch sowie gemeinsamen Veranstaltungen gefördert.

## Bilder

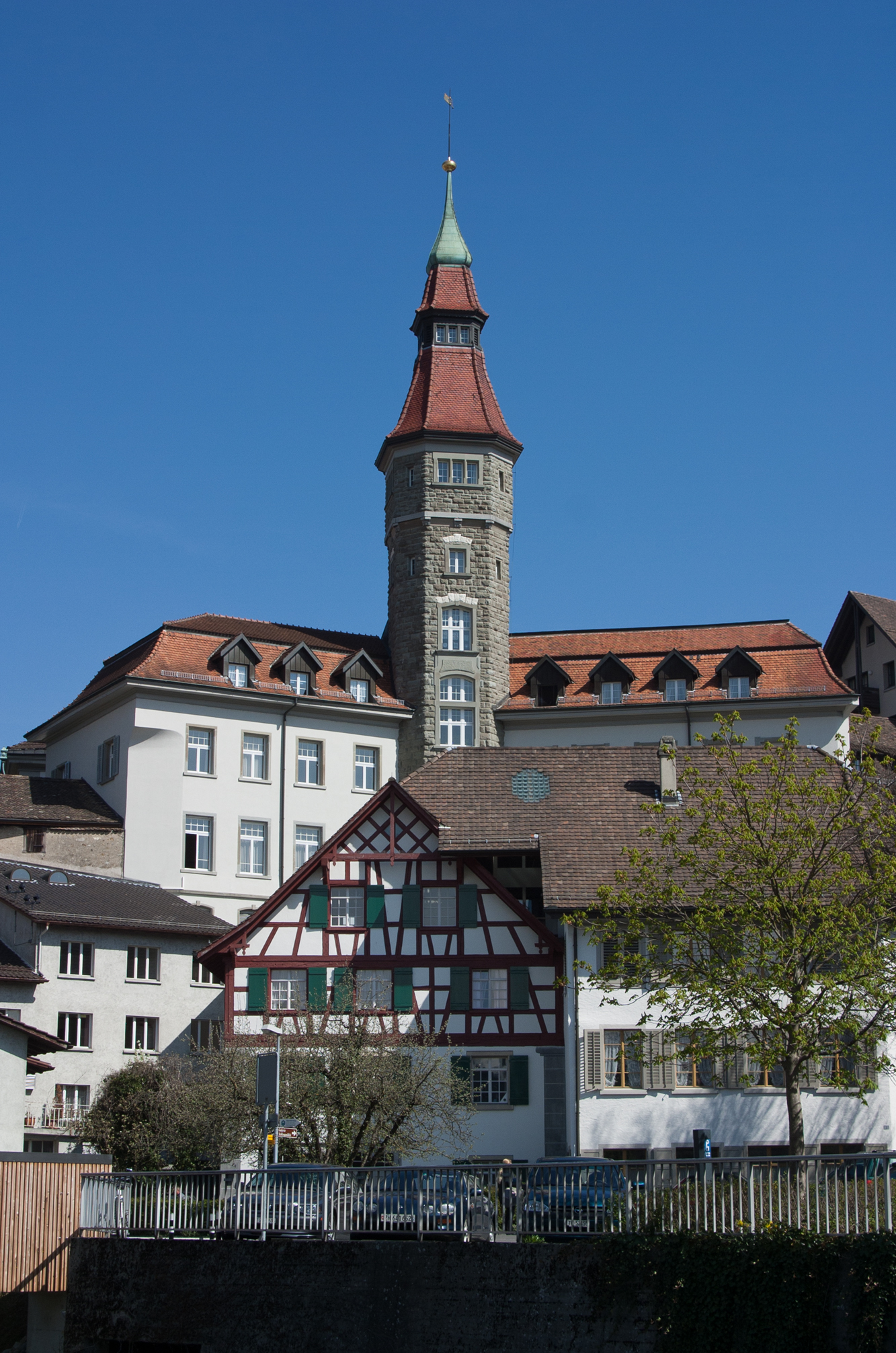
Rathaus
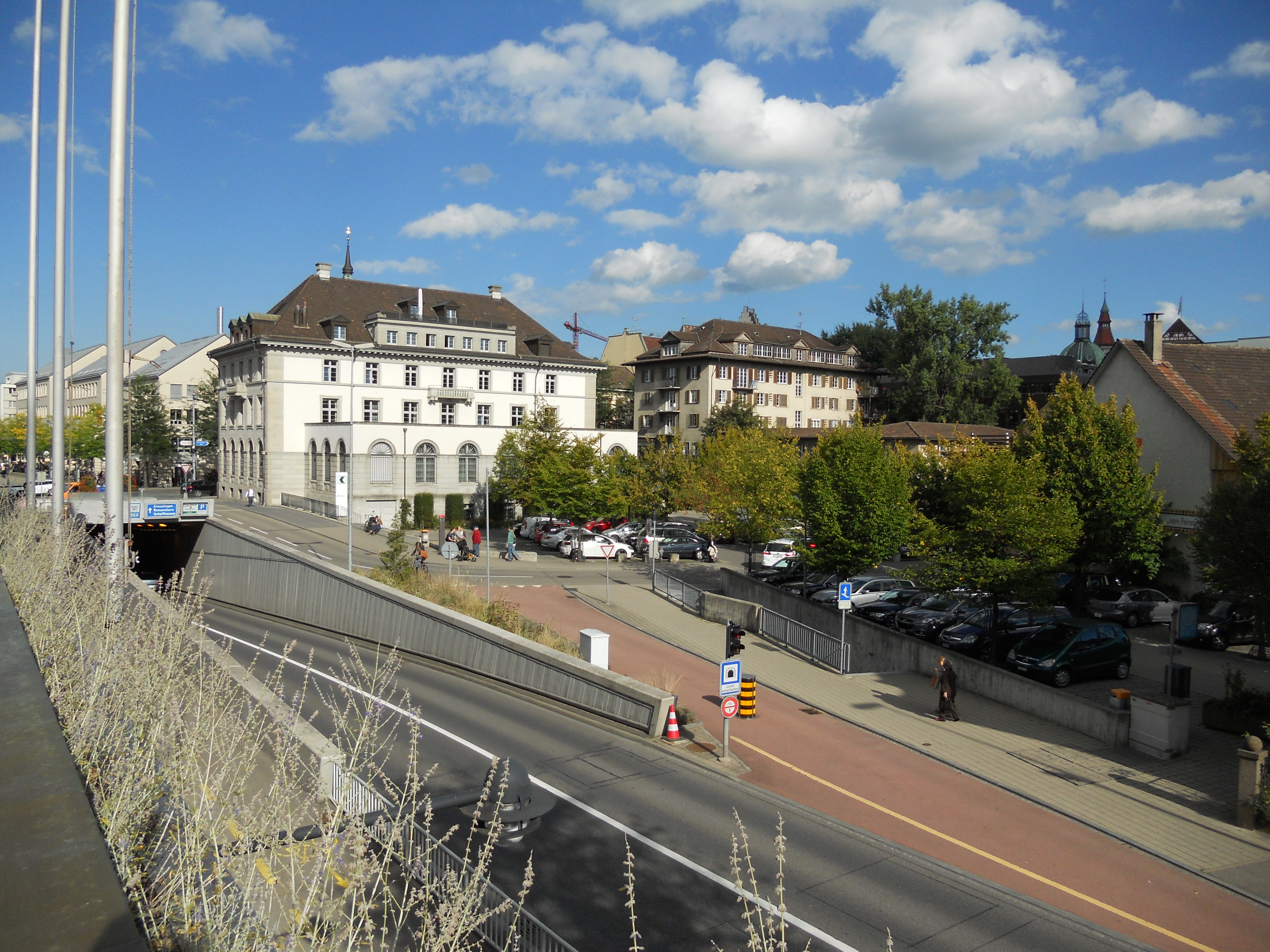
Thurgauer Kantonalbank
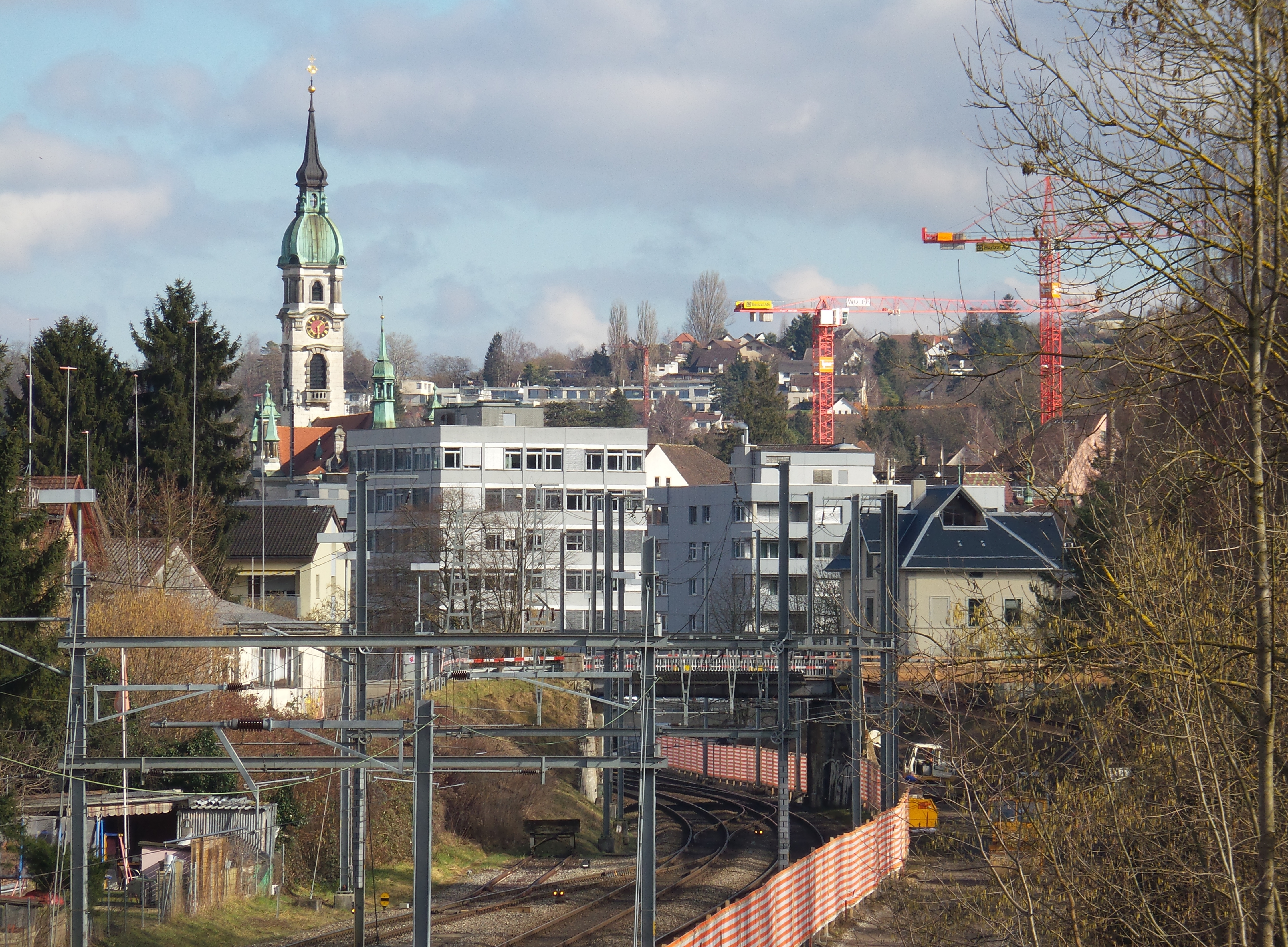
Stadtzentrum von Westen
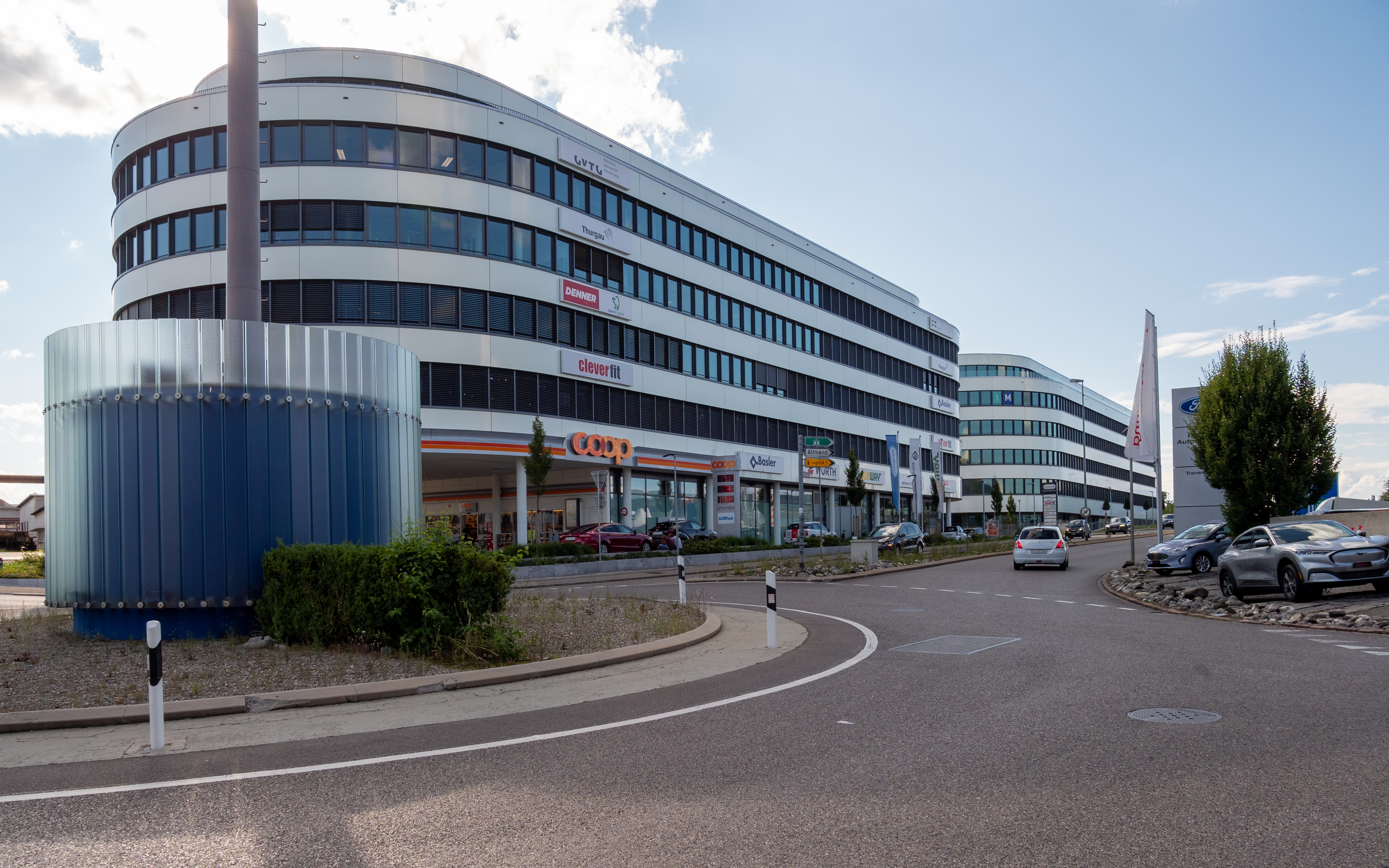
Büro- und Gewerbehäuser Goldäcker
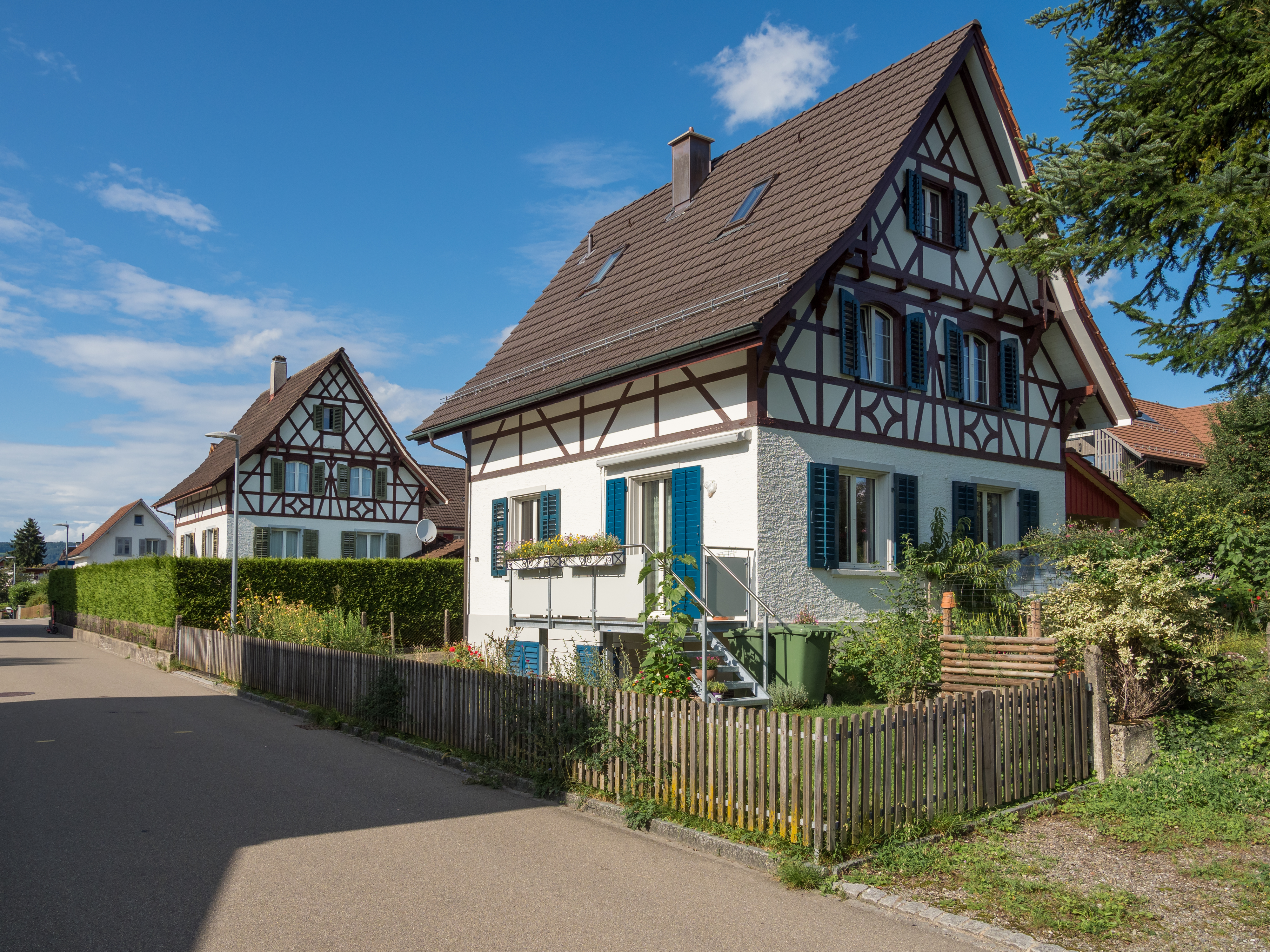
Häuser am Allmendweg
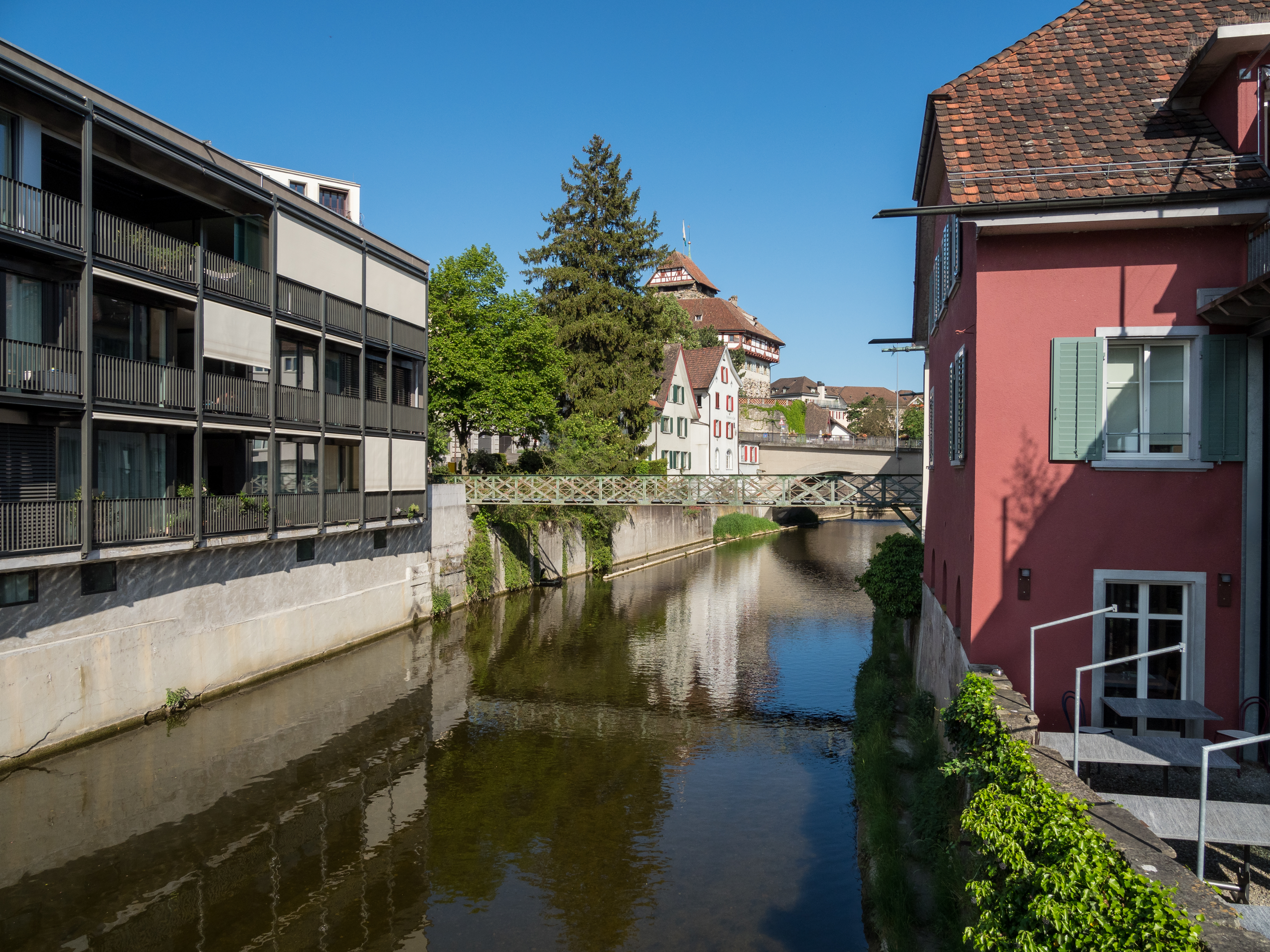
Murg

## Persönlichkeiten

### Bekannte Söhne und Töchter
Folgende Persönlichkeiten sind in Frauenfeld geboren. Die Auflistung erfolgt chronologisch nach Geburtsjahr:
- Petrus Dasypodius (um 1490–1559), eigentl. Petrus Hasenfratz, Humanist und Lexiograph
- Conrad Dasypodius (1531–1600), Mathematiker und Astronom
- Christoph Hartmann (um 1565–1637), Benediktinerpater, Bibliothekar und Propst von Sankt Gerold
- Dorothea Merck (unbekannt–1579), Opfer der Hexenverfolgung in der Stadt Waldshut
- Johann Jakob Irminger (1585–1649), Antistes in Zürich
- Johann Caspar Schweizer (1620–1688), evangelischer Geistlicher, Philologe und Hochschullehrer
- Johann Conrad Rogg (1628–1683), Schultheiss und Gastwirt
- Placidus Rogg (1769–1830), Schultheiss, Regierungsrat, Tagsatzungsgesandter und Offizier in niederländischen Diensten
- Joseph Dominik Rogg (1777–1816), Regierungsrat
- Johann Kaspar Mörikofer (1799–1877), reformierter Theologe
- Dominik Rogg (1805–1865), Bezirksgerichtspräsident, Grossrat und Klosterverwalter
- Eduard Rogg (1807–1875), Grossrat, Oberrichter und Wohltäter
- Johann Karl Kappeler (1816–1888), Jurist und Politiker
- Otto Kappeler (1841–1909), deutsch-schweizerischer Chirurg
- Julius Maggi (1846–1912), Unternehmer, Erfinder der Maggi-Würze
- Otto Stoll (1849–1922), Mediziner, Sprachforscher, Ethnologe und Geograph
- Alfred Ilg (1854–1916), Ingenieur, Aussenminister Abessiniens
- Albert Büchi (1864–1930), Historiker
- Alfred Huggenberger (1867–1960), Schriftsteller und Bauerndichter
- Max Ulrich Schoop (1870–1956), Physiker, Erfinder
- Friedrich Maximilian Schoop (1871–1924), Journalist und Hotelier
- Martha Haffter (1873–1951), Malerin
- Walter Rudolf Hess (1881–1973), Physiologe, Nobelpreisträger
- Otto Schilt (1888–1943), Bildhauer und Plastiker
- René Hubert (1895–1976), Kostümbildner
- Hans Bachmann (1898–1989), Wirtschaftswissenschaftler
- Gertrud Huber-Brast (1900–1982), Stifterin der Bruderklausen-Kapelle[49]
- Max Hommel (1902–1972), Präsident der Eidgenössischen Bankenkommission
- Hans Pallmann (1903–1965), Agrikulturchemiker, Bodenkundler
- Walter Schmid (1903–1988), Verleger
- Albert Wettstein (1907–1974), Chemiker
- Ernst Nägeli (1908–2006), Mundartdichter und Redaktor
- Eberhard Ernst Reinhardt (1908–1977), Jurist und Bankmanager
- Hans Armin Huber (1909–2007), Generalstabsoffizier und Verleger der Thurgauer Zeitung
- Natale Sapone (1920–2002), Maler, Künstler
- Ursula Brunner (1925–2017), Aktivistin für fairen Handel, Kantonsrätin (FDP)
- Oskar Bandle (1926–2009), Nordist und Onomastiker
- Heinz Schiller (1930–2007), Autorennfahrer
- Peter Brenner (1937–2019), Bauingenieur, Autor und Geologe
- Eleonore Frey (* 1939), Literaturwissenschaftlerin und Schriftstellerin
- Peter W. Schiller (* 1942), schweizerisch-kanadischer pharmazeutischer Chemiker
- Catherine Bandle (* 1943), Mathematikerin und Hochschullehrerin
- Erich Schmid (* 1947), Journalist, Autor, Drehbuchautor und Filmregisseur
- Rolf Bernhard (* 1949), Leichtathlet (Weitsprung), Halleneuropameister 1981
- Friedrich Kappeler (1949–2022), Dokumentarfilmer und Fotograf
- Simone Kappeler (* 1952), Fotografin
- Andreas Stahl (* 1955), Komponist
- Roland Nef (* 1959), ehemaliger Armeechef
- Markus Ries (* 1959), Kirchenhistoriker und Hochschullehrer
- Corinne Hofmann (* 1960), Geschäftsfrau und Buchautorin (Die weisse Massai)
- Christian Stettler (* 1966), reformierter Pfarrer und Theologe
- Tanja Kummer (* 1976), Schriftstellerin
- Luca Ruch (* 1989), Mister Schweiz 2011

#### Musik
- Otto Kreis (1890–1966), Dirigent und Komponist
- Joris Dudli (* 1957), Jazzmusiker (Schlagzeug)
- Roman Schwaller (* 1957), Jazzmusiker (Tenorsaxophon)
- Alfred Kramer (* 1965), Jazzmusiker
- Hilaria Kramer (* 1967), Jazzmusikerin
- Manuel Liniger (Manillio) (* 1987), Rapper

#### Politik
- Fridolin Anderwert (1828–1880), Politiker
- Gustav Adolf Seiler-Honegger (1875–1949), Jurist, Regierungs- und Nationalrat
- Konrad Müller (1892–1981), Politiker, Nationalrat
- Albert Bauer (1911–1970), Politiker (SP), Stadtammann von Frauenfeld (1955 bis 1970)
- Ueli Götsch (1925–2017), Journalist und Politiker (SP)
- Hildegard Fässler (* 1951), Politikerin (SP), Nationalrätin
- Hansjörg Walter (* 1951), Politiker (SVP), Nationalratspräsident, Bauernverbandspräsident
- Jakob Stark (* 1958), Politiker (SVP), Regierungsrat und Ständerat

#### Sport
- Marcel Gerhard (* 1955), Motorrad-Bahnrennfahrer und Langbahn-Weltmeister
- Andreas Zehnder (* 1965), Eishockeyspieler und -trainer
- Adrian Allenspach (* 1969), Fussballspieler und -trainer
- Pascal Zuberbühler (* 1971), Fussballspieler
- Patrick Heuscher (* 1976), Beachvolleyball-Spieler
- Pascal Cerrone (* 1981), Fussballspieler
- Reto Hollenstein (* 1985), Radrennfahrer
- Fabian Frei (* 1989), Fussballspieler
- Dennis Iapichino (* 1990), Fussballspieler
- Samuel Erni (* 1991), Eishockeyspieler
- Alessandro Hämmerle (* 1993), Snowboarder
- Fabrice Herzog (* 1994), Eishockeyspieler
- Elena Steinemann (* 1994), Volleyball- und Beachvolleyballspielerin
- Dominik Egli (* 1998), Eishockeyspieler
- Alex Vogel (* 1999), Radsportler
- Enrique Wild (* 1999), Fussballspieler
- Sandro Schleich (* 2001), Rettungsschwimmer[50][51]
- Leandro Riedi (* 2002), Tennisspieler
- Livia Kaiser (* 2004), Eiskunstläuferin

### «Stadtoriginale»
- Maria Ammann (Schleife-Marie) (1913–1989), Wirtin
- Hans Sollberger (Solli) (1919–1991), Coiffeur und Ehrenbarbier der Stadt Frauenfeld

### Weitere Persönlichkeiten in Verbindung mit Frauenfeld
- Franz Anton Mesmer (1734–1815), Arzt und Heiler, Begründer des «thierischen Magnetismus». Bereits 1794 hatte er das Thurgauische Landrecht erworben. Er lebte 1809, 1811 und 1814 (Steuerlisten) in der Zürcherstrasse 153.[52]
- Peter Bein (1736–1818), Baumeister
- Johann Konrad Kern (1808–1888), Jurist und Nationalrat. Ehrenbürger von Frauenfeld (1852)
- Fritz Wartenweiler (1889–1985), Schriftsteller, Pädagoge, Volkserzieher. Starb in Frauenfeld.
- Hans Kriesi (1891–1984), Lehrer und Bühnenautor
- Hans Baumgartner (1911–1996), Fotograf und Lehrer. An der Frauenfelder Vorschule für Pflegeberufe 1969 bis 1977, lebte ab 1993 bis zu seinem Tod in Frauenfeld.
- Kurt Felix (1941–2012), Fernsehmoderator und -journalist. 1960 bis 1965 Lehrer an der Primar- und Berufsfachschule in Frauenfeld
- Felix Rosenberg (1941–2014), Politiker (CVP), Regierungsrat, CEO Swisscom und Kulturförderer, wohnhaft in Frauenfeld
- Pepe Lienhard (* 1946), Musiker (Orchesterchef und Bandleader), wohnhaft in Frauenfeld
- Verena Herzog (* 1956), Politikerin (SVP), Nationalrätin 2013 bis 2023, wohnhaft in Frauenfeld
- Carlo Parolari (* 1962), Politiker (FDP), Stadtpräsident Frauenfeld 2005 bis 2015, wohnhaft in Frauenfeld
- Kris Vietze (* 1968), Politikerin (FDP), Nationalrätin, wohnhaft in Frauenfeld